# 男子ごはん
『男子ごはん』（だんしごはん）は、2008年4月20日からテレビ東京系列ほかで放送されている料理・バラエティ番組である。制作局のテレビ東京では、毎週日曜日11:00 - 11:30（JST）（2023年9月24日までは日曜日11:25 - 11:55（JST））に放送されている。
開始から2012年7月29日までは、『太一×ケンタロウ 男子ごはん』（たいち・ケンタロウ だんしごはん）として放送し、国分太一（TOKIO）とケンタロウの冠番組でもあったが、2012年8月5日から上記の『男子ごはん』として改題している（後述）。

## 概要
食べることは大好きだが料理をすることは初心者の国分太一（TOKIO）が、料理研究家のケンタロウとトークを展開しながら指導を受けつつ、料理を完成させ試食までを行う。毎回、完成後の料理は国分が撮影している。作る上でのコツ（番組内ではケンタロウズ・ポイント、略してKPと呼ぶ）や蘊蓄、便利な道具なども折に触れて紹介。使用する食材などを番組内で作ることもあり、豆腐やビール、果実酒、干し柿、チーズ、バター、ウスターソース、ポン酢、ピクルス、アンチョビ、豆板醤、味噌、梅干し、米、オリーブオイル、醤油、マッコリ、ラー油、スプラウト、イカ徳利、オイスターソース、にんにくなどが作られた。取り上げる料理は、基本的に食材の旬を重視し、季節感を出している。
国分は当番組開始により、NHKおよび民放在京キー局すべてで同時期にレギュラー番組を持つことになった（番組開始当時）。
稀に1時間または90分の拡大スペシャルを放送する場合、ゲストとしてナインティナインの岡村隆史が出演するのが恒例となっている。拡大スペシャルは年末年始の時期に組まれることがほとんどである。
2015年1月4日 16:00 - 18:00には、当番組初となる2時間SPを放送。なお、レギュラー放送されている枠（11:25 - 11:55）ではない、夕方の時間帯に放送。また、上記の拡大スペシャルの恒例である、岡村隆史が“ゲスト出演”という括りではなく、“年一レギュラー”として年1回のレギュラー出演が決定した。
2025年6月20日、国分のコンプライアンス違反発表を受け、テレビ東京は同月22日放送予定分を見合わせると発表した他（国分も20日付けで無期限活動休止を発表）、6月29日以降も放送を休止。6月28日に予定していた収録も中止となった。同時ネット局4局の内、テレビ東京、テレビ大阪、テレビ和歌山の3局は6月22日放送分を『円卓コンフィデンシャル』の再放送に差し替えた他、6月29日は番宣番組を放送する。テレビ北海道はテレビ東京における差し替え番組の同時ネットは実施せず、自社制作番組の再放送や『昼めし旅 〜あなたのご飯見せてください!〜』の単発放送に差し替えた。6月20日の午後以降に放送する一部の遅れネット局でも自主編成を行い別番組に差し替えるが、途中打ち切りとした遅れネット局もある。

### ケンタロウの事故・療養
2012年2月4日の深夜、ケンタロウがオートバイを運転中に、単独事故を起こし重傷を負った。このため、同月12日から26日までの3週分は「この番組は2月2日に収録されたものです」というテロップを表示して放送、さらに同月16日に収録予定であった「男子ごはん200回記念キッチンライブ」は無期延期とされ、200回目を迎える3月4日以降の番組の放送についても未定となっていたが、3月中は過去の放送分を「ベストセレクション」として再放送することになった。2月23日に行われた当時のテレビ東京の社長島田昌幸の会見で、「今週（2月26日）までは収録済みのものをお断りを入れて流しますが、来週（3月4日）からは過去にご出演された人達に出てもらってやりたい」と、番組を継続の上でケンタロウの復帰を待つ方針であることもわかったが、「どういう形で放送を継続させていくか、番組のタイトルも含め検討している」ともコメントしている。
2012年4月1日の放送分で、国分がケンタロウの療養による休養について説明。そして同日からの放送は、ケンタロウの友人や番組にゆかりのある人物を「マンスリーゲスト」として、月替わりでゲストを招き、国分と一緒に番組を進めていくことになった。
2012年6月28日、ケンタロウの所属事務所より「療養が長期化し、治療に専念したい」という理由で、正式に降板の連絡が入った。このため、『太一×ケンタロウ 男子ごはん』としては、同年7月29日で一旦終了。翌週の8月5日からは、タイトルも変更した上、ケンタロウに替わる固定料理人として、4月のマンスリーゲストとして出演した栗原心平が登場しているが、テレビ東京側は「ケンタロウが復帰した時には、再度出演をお願いしたい」としている。

## 出演者
出演者は調理道具や食材のイラストで描かれ、番組内で度登場する。

### MC
- 「食べる天才」・国分太一（TOKIO）

### レギュラー
- 「つくる天才」・ケンタロウ（料理研究家） - 上記事故による重傷のため、2012年3月4日放送分より休養中であったが、同年6月28日で一時降板。
- 栗原心平（料理家） - 2012年8月5日から登場。- 声は水色

### 準レギュラー
- コウケンテツ（料理家） - 年に1回〜数回登場。
- 岡村隆史（ナインティナイン） - 年に1回〜数回登場。2015年1月4日の2時間SPから「年一レギュラー」に決定。
- 蒼井優（女優） - 年に1回〜数回登場。2019年までに9年連続で出演しており、実質で年一レギュラー。

### マンスリーゲスト
2012年
- 4月 - 栗原心平[11]
- 5月 - 岡村隆史（ナインティナイン）[12]
- 6月 - コウケンテツ
- 7月
  - 1日・8日 - 蒼井優
  - 15日・22日 - 栗原はるみ[注釈 2]
  - 22日・29日 - 北川悠仁（ゆず）

## これまでに出演したゲスト一覧
- 浅野忠信
- 有村架純
- 井ノ原快彦
- 上野樹里
- 榮倉奈々
- 江口洋介
- A-suke(アウトドアスペシャリスト)
- 大泉洋
- 大倉忠義
- 大橋和也 (なにわ男子)
- 尾上菊之助
- 風森美絵(外ごはんスタイリスト)
- 木村多江
- 國村隼
- 栗原友
- 黒木華
- 小雀陣二(アウトドアコーディネーター)
- 小関裕太
- 佐々木蔵之介
- 佐々木希
- 長瀬智也
- 東出昌大
- 広末涼子
- 薬師丸ひろ子

## 主なシリーズ企画
- 47都道府県ご飯

日本各地の郷土料理やご当地グルメを、家にいながらにして作って食べてしまおうと言う企画
|        | 都道府県 | メニュー                                     |
| ------ | -------- | -------------------------------------------- |
| 第1回  | 鹿児島県 | 鶏飯＆つけ揚げ＆がね                         |
| 第2回  | 秋田県   | きりたんぽ鍋＆心平流横手やきそば             |
| 第3回  | 佐賀県   | シシリアンライス＆イカシュウマイ             |
| 第4回  | 熊本県   | 南関あげ丼＆からし蓮根                       |
| 第5回  | 岐阜県   | とりトマ丼＆漬物ステーキ                     |
| 第6回  | 宮崎県   | 肉巻きおにぎり＆辛麺                         |
| 第7回  | 三重県   | 手ごね寿司＆だし茶漬け＆亀山みそ焼きうどん   |
| 第8回  | 茨城県   | 心平流スタミナラーメン＆納豆トンカツ         |
| 第9回  | 岡山県   | 心平流えびめし＆チーズデミグラスカツ丼       |
| 第10回 | 山梨県   | 揚げ出しうどん＆甲府鳥もつ煮                 |
| 第11回 | 兵庫県   | 明石焼き＆カリカリ玉ねぎと鯛のリゾット       |
| 第12回 | 宮城県   | せり鍋＆シメの和そば＆はらご飯               |
| 第13回 | 滋賀県   | 高島とんちゃん＆近江ちゃんぽん               |
| 第14回 | 福島県   | キャベツ餅＆いかにんじん＆会津カレー焼きそば |
| 第15回 | 石川県   | ハントンライス＆冶部煮                       |
| 第16回 | 島根県   | 松江うどん＆うずめ飯                         |
| 第17回 | 山形県   | ひっぱりうどん&芋煮                          |

- 男のロマンシリーズ

「男には、どうしてもこだわりたいものがある」と言うテーマに寄り添った企画
|        | メニュー                |
| ------ | ----------------------- |
| 第1回  | ブラックペッパー        |
| 第2回  | にんにく                |
| 第3回  | ホルモン                |
| 第4回  | 手打ちパスタ            |
| 第5回  | 貝                      |
| 第6回  | タコ                    |
| 第7回  | 唐辛子                  |
| 第8回  | ラム肉                  |
| 第9回  | にんにく                |
| 第10回 | チーズ                  |
| 第11回 | しょうが                |
| 第12回 | ベーコン                |
| 第13回 | 手打ちそば              |
| 第14回 | イカ                    |
| 第15回 | レバー                  |
| 第16回 | 山椒                    |
| 第17回 | 唐辛子                  |
| 第18回 | ハム                    |
| 第19回 | 酢                      |
| 第20回 | おそば屋さんのおつまみ  |
| 第21回 | おそば屋さんのおつまみ2 |
| 第22回 | 花椒                    |
| 第23回 | 青唐辛子                |
| 第24回 | バター                  |
| 第25回 | 納豆                    |
| 第26回 | 鴨肉                    |
| 第27回 | ラー油                  |

- 男子ごはんreport

毎年秋 - 冬頃に行われる企画で、2人がスタジオを飛び出して海外や色んな所に行く企画
|        | 訪問先       |
| ------ | ------------ |
| 第1弾  | 香港         |
| 第2弾  | 韓国         |
| 第3弾  | ハワイ       |
| 第4弾  | バリ島       |
| 第5弾  | タイ         |
| 第6弾  | シンガポール |
| 第7弾  | 台湾         |
| 第8弾  | フィリピン   |
| 第9弾  | 韓国・ソウル |
| 第10弾 | 香港         |
| 第11弾 | マカオ       |
| 第12弾 | スペイン     |
| 第13弾 | 初島         |

## その他の企画
- 男たちのシェア丼
- アレンジ麺祭り
- 鉄鍋シリーズ
- 昭和の洋食屋さんシリーズ
- 余りがちな調味料を一気に使っちゃうシリーズ
- 春の定番祭り
- 作り置きおかずシリーズ
- ビストロみたいな料理を作ろう
- ホットプレートシリーズ

## 放送日程

### 2008年
| 2008年の放送内容 | 2008年の放送内容 | 2008年の放送内容                                                                                               | 2008年の放送内容                                                          |
| 放送回数         | 放送日（TX）     | メニュー | 付合                                                                      |
| ---------------- | ---------------- | --- | ------------------------------------------------------------------------- |
| #001             | 4月20日          | 春野菜のカレー                                                                                                 | のらぼう菜の和え物                                                        |
| #002             | 4月27日          | 手作り餃子 | きゅうりの浅漬け                                                          |
| #003             | 5月4日           | 麻婆豆腐 | ちぎりキャベツのごま和え                                                  |
| #004             | 5月11日          | カツオのパスタ&中華風たたき                                                                                    | ---                                                                       |
| #005             | 5月18日          | じゃがいものコロッケ                                                                                           | ---                                                                       |
| #006             | 5月25日          | あんかけ和風オムライス                                                                                         | 焼きネギのマリネ                                                          |
| #007             | 6月1日           | カレイとししとうの煮付定食 (カレイとししとうの煮付け/かぶのたらこ和え/かぶの葉のしらす和え/のりと豆腐の味噌汁) | ---                                                                       |
| #008             | 6月8日           | やわらかお肉のしょうが焼き丼                                                                                   | 豆腐のしそ和え                                                            |
| #009             | 6月15日          | 手作りパンを使った3種類のパンランチ! (スクランブルエッグトースト/フレンチトースト/ホットサンド)                | ---                                                                       |
| #010             | 6月22日          | タコのやわらかトマト煮                                                                                         | ガーリックポテト                                                          |
| #011             | 6月29日          | うなぎのちらし寿司                                                                                             | あさりのお吸い物 昆布のごまかつお和え                                     |
| #012             | 7月6日           | 今が旬!夏野菜の天丼                                                                                            | かぶの浅漬け                                                              |
| #013             | 7月13日          | ケンタロウ流 冷やし坦々麺                                                                                      | ピータン豆腐                                                              |
| #014             | 7月20日          | 超簡単!本格ぷりっぷりエビマヨ                                                                                  | エビせん                                                                  |
| #015             | 7月27日          | 夏バテ解消!ゴーヤチャンプル                                                                                    | 豚肉と春菊のジューシー風混ぜおこわ                                        |
| #016             | 8月3日           | ケンタロウ流・冷や汁                                                                                           | 太一くんの母レシピ第1弾 お母ちゃんの舞い上がり (焼き塩鮭のもずく和え)     |
| #017             | 8月10日          | 夏のピリ辛☆タコス (タコスの皮/サルサと野菜/牛肉のスパイス炒め)                                                 | ---                                                                       |
| #018             | 8月17日          | 暑い夏にこそオススメ!韓国チゲ                                                                                  | イカのチョレギサラダ                                                      |
| #019             | 8月24日          | 小林家秘伝!肉汁たっぷりハンバーグ                                                                              | 枝豆の冷製スープ                                                          |
| #020             | 8月31日          | チンジャオロースーの中華定食 (チンジャオロースー/ネギ炒飯)                                                     | ---                                                                       |
| #021             | 9月7日           | 愛情たっぷり 肉じゃが                                                                                          | 小林家 ごぼうのきんぴら 太一くんの母レシピ第2弾 国分家 れんこんのきんぴら |
| #022             | 9月14日          | 今から本番!秋の旬定食 (挽き肉と甘栗の炊き込みご飯/インゲンの白和え/キノコの味噌汁/サンマの塩焼き)              | ---                                                                       |
| #023             | 9月21日          | にんにくを使ったスタミナ料理 (手羽元のにんにく炒め煮/ブロッコリーとカリフラワーのアリオ・オリオ)               | ---                                                                       |
| #024             | 9月28日          | 今が旬!秋鮭ときのこのクリームパスタ                                                                            | やってんじゃないの風サラダ                                                |
| #025             | 10月5日          | 栄養満点!秋の豚豚定食! (ミルフィーユとんかつ/豚汁)                                                             | ---                                                                       |
| #026             | 10月12日         | 男子ごはんin香港 飲茶編 -蓮香樓 (飲茶) 〜 青空市場 (調味料) 〜 鏞記酒家 (中華レストラン)-                      | ---                                                                       |
| #027             | 10月19日         | 男子ごはんin香港 後編 -生記清湯牛腩麩家 (中華粥) 〜 事百機 (食器) 〜 キャットストリート (雑貨) 〜 盛記 (屋台)- | ---                                                                       |
| #028             | 10月26日         | モッチモチの手作りエビぎょうざ                                                                                 | 空芯菜のオイスター炒め                                                    |
| #029             | 11月2日          | 鶏の旨みたっぷり!絶品中華がゆ                                                                                  | 大根の中華漬け ゆで卵のピータン風 油揚げのトースター焼き                  |
| #030             | 11月9日          | 季節のカレー第2弾!鶏肉と根菜の豆乳カレー                                                                       | 豆腐とモッツァレラチーズのサラダ                                          |
| #031             | 11月16日         | 小林家直伝!昔懐かしい三色そぼろ丼                                                                              | 大根と油揚げの味噌汁                                                      |
| #032             | 11月23日         | 今が旬!サクッとジューシーカキフライ (カキフライ／タルタルソース)                                               | 太一くんオリジナルサラダ "ダーサラ"                                       |
| #033             | 11月30日         | 焦げ目までおいしいマカロニグラタン                                                                             | 柿のヨーグルトサラダ                                                      |
| #034             | 12月7日          | 冬の味覚 ブリを食べ尽くす「ブリブリ定食」 (ブリのあら煮/ブリ照り)                                              | ---                                                                       |
| #035             | 12月14日         | 子供でも食べられるカニ豚チゲ                                                                                   | 鍋のシメ                                                                  |
| #036             | 12月21日         | お家でも簡単! ケンタロウ風ローストチキン (きのこクリームソース/しょうゆソース)                                 | カニピラフ                                                                |

### 2009年
| 2009年の放送内容 | 2009年の放送内容 | 2009年の放送内容 | 2009年の放送内容 |
| 放送回数         | 放送日（TX）     | メニュー | 付合 |
| ---------------- | ---------------- | --- | --- |
| #037             | 1月4日           | 『新春1時間SP ゲスト:岡村隆史 (ナインティナイン)』 具がゴロゴロのケンタロウ風ビーフカレー | ひたし豆と数の子の和え物(国分家レシピ) 酢鶏(小林家レシピ) 厚焼き玉子(岡村家レシピ) |
| #038             | 1月11日          | 『問い合わせの多かったもう一度作ってみたいレシピBEST5』 | 第1位：#019 肉汁たっぷりハンバーグ 第2位：#035 子供でも食べられるカニ豚チゲ 第3位：#005 小林家秘伝！じゃがいもコロッケ 第4位：#010 まるごとタコのトマト煮 第5位：#025 ミルフィーユ風ジューシーとんかつ |
| #039             | 1月18日          | 麺にひと工夫! 五目あんかけ かた焼そば | 太一くんオリジナルスープ "プースー" |
| #040             | 1月25日          | 超簡単! ふわふわタマゴのオムハヤシライス | 蒸し野菜 みそマヨソース |
| #041             | 2月1日           | 超ジューシー! ケンタロウ流3種のとり唐揚げ | コールスロー |
| #042             | 2月8日           | お家でも簡単! ケンタロウ流3色シュウマイ | 菜の花のスープ |
| #043             | 2月15日          | 一度食べたら癖になる! ケンタロウ流イワシの南蛮漬け | イワシのつみれ汁 |
| #044             | 2月22日          | 超簡単! ケンタロウ流やわらか酢豚 | 太一くんオリジナルレシピ第4弾!不安ダーサラ |
| #045             | 3月1日           | とにかく大きい! 小林家のロールキャベツ | ヨーグルトムース |
| #046             | 3月8日           | 男子必見!モテ料理 手軽で簡単!本格パエリア | スペイン風にんにくスープ |
| #047             | 3月15日          | サクッと4品!旬の春定食 (さわらの西京焼/アサリの混ぜご飯/菜の花の和えもの/アスパラのスープ) | --- |
| #048             | 3月22日          | 覚えて損はない! 定番のパラパラ炒飯! | バンバンジー |
| #049             | 3月29日          | 丸ごと1本食べ尽くし! 春の代名詞・たけのこ料理 (鶏とたけのこのクリーム煮/焼きたけのこ) | --- |
| #050             | 4月5日           | カレー第4弾! 家庭で作れる!激ウマスープカレー | キャベツのアンチョビマリネ |
| #051             | 4月12日          | お家で本格イタリアン!超簡単 ニョッキの空豆チーズクリームソース | 太一くんオリジナルレシピ第5弾!豚だハプニング |
| #052             | 4月19日          | 1周年記念SP『ケンタロウ絶賛!栗原はるみさんベストレシピ ゲスト:栗原はるみ』 柔らか一口メンチカツ | 超簡単!チーズケーキ |
| #053             | 4月26日          | 1周年記念SP『栗原はるみ×ケンタロウ 夢のコラボ!春の行楽弁当 ゲスト:栗原はるみ』 ☆栗原はるみレシピ： 新しょうがの炊き込みごはん/鮭の土佐酢漬け ★ケンタロウレシピ： カブの漬物&カブの葉のナムル/カレー鶏                                                                                                   | --- |
| #054             | 5月3日           | 家庭で作れるパリパリ春巻き | 鶏煮丼 |
| #055             | 5月10日          | 懐かしいけど新しい! 小林家の絶品ナポリタン | エビとアスパラのサラダ |
| #056             | 5月17日          | 絶対に失敗しない! ケンタロウ流イカめし | イカのワタ炒め |
| #057             | 5月24日          | アレンジが楽しい! 家庭で作るハンバーガー | バターコーン |
| #058             | 5月31日          | 旬を食べ尽くす! 絶品アジづくし料理 (アジフライ/ごまおろしソース/カレータルタルソース) | ベビーリーフのサラダ アジのマリネのせ |
| #059             | 6月7日           | お家で簡単に出来る! ケンタロウ流ジューシースペアリブ | 太一くんの母レシピ第3弾 母ちゃんの欲(ポテトサラダ) |
| #060             | 6月14日          | カリッとジューシー! ケンタロウ流チキン南蛮 | インゲンと干しえびの和え物 |
| #061             | 6月21日          | 家族でワイワイ楽しめる ケンタロウ流!広島風お好み焼き | 豆腐サラダ |
| #062             | 6月28日          | 夏バテ予防に食べておきたい! オリジナル・柔らか砂肝の麦とろ定食 | 豚の鰹だしスープ |
| #063             | 7月5日           | 夏の新感覚中華! ピリ辛マーボー茄子トマト | 杏仁豆腐 |
| #064             | 7月12日          | おうちで本格イタリアン! 夏にうれしい冷製トマトパスタ! | 白身魚のソテー |
| #065             | 7月19日          | カレー第5弾! 夏に食べたい!シーフードカレー! | 太一くんオリジナルサラダ "タマト" |
| #066             | 7月26日          | 家族で作りたい! 絶品ピザ | マンゴーヨーグルトシャーベット |
| #067             | 8月2日           | 夏のスタミナメニュー! ステーキのせガーリックピラフ | 手羽元と煮干のスープ |
| #068             | 8月9日           | 夏の定番メニューを大胆アレンジ! ケンタロウ流!黒ごまだれ冷やし中華 | もやしとニラの卵炒め |
| #069             | 8月16日          | チゲ第3弾! 辛さがクセになる!鶏と夏野菜のチゲ | きゅうりのサラダ |
| #070             | 8月23日          | ハンバーグ第2弾! 常識を覆すケンタロウ流 白いハンバーグ | 太一くんの母レシピ第4弾 梅根(ばいこん) |
| #071             | 8月30日          | 家庭で簡単アジアごはん! インドネシア料理の王道!ナシゴレン | サテ |
| #072             | 9月6日           | お弁当にもオススメ! ケンタロウ流 コロッケ丼 | --- |
| #073             | 9月13日          | 秋の味覚・サンマを使った 絶品! 秋の和定食 (サンマの炒め煮／豚肉と里芋のみそ汁) | 人参のナムルサラダ |
| #074             | 9月20日          | 手軽に作れる本格中華! プリップリのジューシーエビチリ | 太一くんレシピ第7弾ペッパーケイブくん |
| #075             | 9月27日          | 今が旬のきのこを使った ケンタロウ流リゾット&フライ! | しめじフライ |
| #076             | 10月4日          | 秋キャンプSP『前編 ゲスト:岡村隆史 (ナインティナイン)』 ケンタロウ流!アウトドア豚汁 飯ごうで炊く美味しいおにぎり | --- |
| #077             | 10月11日         | 秋キャンプSP『後編 ゲスト:岡村隆史 (ナインティナイン)』 これぞケンタロウ流! BBQ＆キャンプカレー | --- |
| #078             | 10月18日         | 作って楽しい! 旬の食材を使った秋の行楽弁当 牛おこわ/小松菜のしらす和え/たらこ卵焼き/鶏だんご | --- |
| #079             | 10月25日         | 今が旬! サバでおしゃれなイタリアン (サバとアサリのトマト煮) | パルミジャーノのパスタ |
| #080             | 11月1日          | 野菜の旨みがたっぷり詰まった ケンタロウ流ジューシーメンチカツ | 太一くんの母レシピ第5弾 母ちゃんの舞い上がり〜吉祥寺編〜 |
| #081             | 11月8日          | 寒くなるこの時期にぴったりの おウチで簡単カレーうどん! | わらびもち |
| #082             | 11月15日         | 超簡単!生クリームで作る ケンタロウ流クリーミーな鮭グラタン | 焼きれんこんのマリネ |
| #083             | 11月22日         | ダシが命!体の芯から温まる! 家庭で作れる本格おでん (大根/ゆで卵/牛すじ/昆布/がんもどき/焼きちくわ/ちくわぶ/もち巾着/エビ団子) | --- |
| #084             | 11月29日         | 男子ごはんin韓国 「韓国の野菜を食べつくす!」 京東市場 (唐辛子・ヒメニラ・イヌヤフシソウ・トラジ) 〜 油屋 光州油 (ごま油) 広蔵市場 〜 ウォンジョ サルポリパ (ビビンパ屋) シェラトングランデウォーカーヒル (スーペックスキムチ作り体験) 韓国版おふくろの味をオモニから学ぶ (ジェユクポックム・チャプチェ) | --- |
| #085             | 12月6日          | 男子ごはんin韓国 テーマは「健康」 壽硯山方 (サンファ茶・センガン茶・ユジャ茶・オミジャ茶・クッカ茶・テチュ茶) ソウル・パートナーズ・ハウス (タラクお粥・タンピョンチェ) 明洞 〜 孔徳洞 屋台街 マポハルモニピンデトク (ティギム・オデン) 麻浦屋 (ソルロンタン)                                           | --- |
| #086             | 12月13日         | 本場韓国の味を日本流にアレンジ! ソルロンタンとチャプチェ! | --- |
| #087             | 12月20日         | クリスマスに食べたい! 肉汁たっぷりの絶品!ミートローフ | ヨーグルトトライフル |
| #088             | 12月27日         | 大反響レシピTOP3&視聴者からの質問に答える特別編 | 第1位：#048 まるでお店の味!『パラパラのキムチチャーハン』 第2位：#046 フライパンひとつで出来る!『超簡単 本格パエリア』 第3位：#055 昔懐かしのナポリタンを卵でとじた『オムナポリタン』                  |

### 2010年
| 2010年の放送内容 | 2010年の放送内容 | 2010年の放送内容 | 2010年の放送内容                                                                                                 |
| 放送回数         | 放送日（TX）     | メニュー | 付合 |
| ---------------- | ---------------- | --- | --- |
| #089             | 1月10日          | 新春1時間SP! ゲスト:岡村隆史 (ナインティナイン) ケンタロウ流ハヤシライスに ハンバーグまで入れた欲張りハヤシバーグ | 国分家の餅料理「他人汁」 小林家の餅料理「ローストビーフとキムチと餅の海苔巻き」 岡村家の餅料理「茶餅」           |
| #090             | 1月17日          | モロッコの伝統料理 スパイスシチューのクスクス添え | 白菜のクミンマヨネーズ和え                                                                                       |
| #091             | 1月24日          | お家で本格イタリアン! ミラノ風カツレツ&ペペロンチーノ | --- |
| #092             | 1月31日          | クセになる新食感! 砂肝入り肉団子鍋 | イカとほうれん草のナムル                                                                                         |
| #093             | 2月7日           | ホタテの旨みがたっぷり詰まった カリッと香ばしい!ピリ辛ぎょうざ | チンゲン菜と干しエビの炒め物                                                                                     |
| #094             | 2月14日          | バレンタインに作って欲しい 冬のおつまみスペシャル! | 和・ブリ大根 洋・鶏のソテー ネギクリームチーズ和え 中・大根の中華漬け                                            |
| #095             | 2月21日          | 寒い冬に体の芯から温まる ケンタロウ流味噌煮込みうどん! | かやくごはん |
| #096             | 3月7日           | 一度は家で作りたいファミレスメニュー 絶対に失敗しない!ピリ辛ジャンバラヤ | 太一くんレシピ第8弾 春野菜を使ったサラダ"チョビ"                                                                 |
| #097             | 3月14日          | ホワイトデーに新提案! 魚介の旨みたっぷりブイヤベース | 焼き野菜 |
| #098             | 3月21日          | 昔なつかしい ケンタロウ流 給食レシピ! (マカロニサラダ/ハムカツ／具だくさん みそ汁) | --- |
| #099             | 3月28日          | お家でできる とろっとろの豚の角煮定食! | たたききゅうり タケノコとアスパラの塩炒め                                                                        |
| #100             | 4月4日           | 男子ごはん100回記念! お客様を呼んじゃいましたスペシャル 仲間で楽しく作ろう!生地から作る! チキンとカジキマグロのハーフ&ハーフピザ | --- |
| #101             | 4月11日          | 男子の腹をガッツリ満たす 塩焼きそば&豚肉の中華あん | --- |
| #102             | 4月18日          | お家で絶対美味しく出来る 定番とんかつ&＆隠し玉レシピ | 菜の花のからし和え                                                                                               |
| #103             | 4月25日          | 後引く食感!サクっと香ばしい 3種類のかき揚げが付いた天ざるうどん | だし巻き卵 |
| #104             | 5月2日           | リクエストメニュー第1弾! ケンタロウ流!野菜たっぷりのキッシュ | リクエストメニュー(2)：豆腐とアボカドのサラダ                                                                    |
| #105             | 5月9日           | (1)和え物(2)和え物(3)焼き物 春のおつまみ3品スペシャル! | 冷たい和え物：刺身盛り合わせ 温かい和え物：粉ふきいものブルーチーズソース 熱い焼き物：ニラチヂミ                 |
| #106             | 5月16日          | ちょっと豪華なブランチSP! スコーン&マンハッタンクラムチャウダー | ベビーリーフサラダ                                                                                               |
| #107             | 5月23日          | 旬のイサキとニラワンタンスープの ガッツリ中華定食! (イサキの醤油煮アツアツごま油がけ) | --- |
| #108             | 5月30日          | 皮はパリッパリ!中身はジューシー ハーブの旨みが染み込んだケンタロウ流・ジャークチキン | 豆ごはん チーズドレッシングのサラダ                                                                              |
| #109             | 6月6日           | お家で本格イタリアンシリーズ第3弾! アサリの旨み広がるボンゴレロッソ&牛肉のカルパッチョ | --- |
| #110             | 6月13日          | お父さんに作ってあげたいスタミナ定食! レバカツ&ニラとゴーヤのからしオイスター炒め | --- |
| #111             | 6月20日          | ケンタロウ流本格インドカレー フライパンで出来ちゃうナン! | --- |
| #112             | 6月27日          | ホイコーロー&豆乳味噌汁 &太一レシピの味噌尽くし定食! | 太一くんレシピ第9弾 野菜スティック"シバリアンハスキー"                                                           |
| #113             | 7月4日           | ガッツリ食べたいハワイ料理! ジューシーハンバーグのロコモコ&マグロのポキ | --- |
| #114             | 7月11日          | 夏野菜を使った 3品のさっぱり和風定食 | ごはん物：茹で鶏のせ梅ごはん 炒め物：オクラとインゲンのごま味噌炒め スープ：トマトと卵の和風スープ               |
| #115             | 7月18日          | この夏イチオシ 素麺を使ったアレンジ料理 ビビン素麺＆カルビとワケギの炒め物! | --- |
| #116             | 7月25日          | 沖縄料理の新定番2品! フーチャンプルーとヒラヤーチ | --- |
| #117             | 8月1日           | 冷たいビールやワインにぴったり! 夏のおつまみ3品スペシャル! | モッツァレラチーズときゅうりの味噌和え パプリカとタコのにんにく炒め エビ春巻き                                   |
| #118             | 8月8日           | お家で本格イタリアン第4弾! 冷たいトマトのカッペリーニとカジキのソテー | きのこのバジルチーズ和え(冷製パスタのトッピング)                                                                 |
| #119             | 8月15日          | 鶏と魚介のWスープチゲ 国分家秘伝の夏サラダ! | 太一母レシピ第9弾! キュウリー夫人                                                                                |
| #120             | 8月22日          | 夏バテを吹き飛ばすピリ辛メニュー チキンタコライス&小林家直伝!手作りソーセージ | --- |
| #121             | 8月29日          | 子供と楽しく作ろう! ふわとろオムそばめし&豚のしょうが焼きサラダ | --- |
| #122             | 9月5日           | 夏バテの胃でもさらっと食べられる! 奄美名物の鶏飯&セロリと香味野菜の簡単マリネ | --- |
| #123             | 9月12日          | 夏バテ解消・にんにくスペシャル ヤンソンさんの誘惑＆れんこんとチキンのガーリックトマト煮 | --- |
| #124             | 9月19日          | 赤ワインソースのチーズハンバーグ &ブロッコリーの熱々ポタージュ! | --- |
| #125             | 9月26日          | 小林家秘伝の味! 今が旬の食材を使った秋の和定食 (さんまごはん/揚げナス/キムチ味噌汁) | --- |
| #126             | 10月3日          | カレー第8弾 ボリューム満点 秋のきのこカレー &カリフラワーとミニトマトのピクルス | --- |
| 特別編           | 10月5日          | よるの男子ごはん ビールや焼酎・ワインにピッタリ 秋の夜長のおつまみ3品スペシャル! お酒の後に食べたい! ダシが決め手!絶品シメの麺レシピ | きのこのフリット チキンとクレソンのパルメザンチーズ和え 揚げ焼きワンタン シメの稲庭うどん                        |
| #127             | 10月10日         | お家で出来るお店の味! カニクリームコロッケ&具だくさんコンソメスープ! | --- |
| #128             | 10月17日         | 昔懐かしい濃厚ミートソースパスタ 太一レシピ!ルッコラとマッシュルームのサラダ | 太一レシピ第11弾! ロケッポ                                                                                       |
| #129             | 10月24日         | 旬の食材をふんだんに使った 秋のおつまみ3品スペシャル! | きのこ系：焼きしめじと高菜のクリームチーズ和え 秋ナス系：ナスと白身魚のカルパッチョ 唐揚げ系：豚の唐揚げ中華和え |
| #130             | 10月31日         | 白いごはんにピッタリ! ピリ辛麻婆豆腐＆ホタテと野菜の塩炒め | --- |
| #131             | 11月7日          | 男子ごはんinハワイ「ハワイのローカルフードを学ぶ」 Nu'uanu Okazuya ヌゥアヌおかず屋 (Squah W/Chicken and Tofu 冬瓜と鶏肉・豆腐の煮物/Furikake Chicken ふりかけチキンカツ) Frankie's Nursery フランキーズナーセリー (ザボン/スターフルーツ/ジャックフルーツ/サントウ/スネークフルーツ) ETHEL'S GRILL エセルズ・グリル (Mochiko Chicken もちこチキン/Tataki Sashimi Plate マグロのたたき) | --- |
| #132             | 11月14日         | 男子ごはんinハワイ「オリジナルハワイアン料理を作る!」 もち粉チキン&ケンタロウ流ポキ | --- |
| #133             | 11月21日         | 旬の食材をふんだんに使った 絶品!秋のサバ定食! (れんこん団子のみそ汁/サバの塩焼き/ブロッコリーとエリンギのごまコチュジャン炒め | --- |
| #134             | 11月28日         | お家で本格イタリアン第5弾!失敗しない!! カルボナーラ&ごぼうとズッキーニの焼きサラダ | --- |
| #135             | 12月5日          | この冬!新定番のぎょうざ鍋 &ピータンと卵のピリ辛炒め! | --- |
| #136             | 12月12日         | 煮込まず作れる豚肉とレンズ豆のトマトシチュー &焼きコーン入りマッシュポテト | --- |
| #137             | 12月19日         | クリスマスのパーティーメニュー第3弾! 簡単!アクアパッツァ&チョコレートケーキ | --- |
| #138             | 12月26日         | 2010年大反響レシピ &視聴者からの質問コーナー | 第1位：#117 夏のおつまみSP 第2位：#130 ケンタロウ流ピリ辛麻婆豆腐 第3位：#111 本格チキンインドカレー             |

### 2011年
| 2011年の放送内容 | 2011年の放送内容 | 2011年の放送内容 | 2011年の放送内容 |
| 放送回数         | 放送日（TX）     | メニュー | 付合 |
| ---------------- | ---------------- | --- | --- |
| #139             | 1月9日           | 赤・白・緑 色合いも楽しい! 簡単イタリアン定食 （ほうれん草とオリーブのサラダ／ペンネアラビアータ／モッツァレラチーズのフライ）                                                  | 長期作り物シリーズ「俺たちの豆板醤」 |
| #140             | 1月10日          | 新春おつまみスペシャル ゲスト:國村隼、尾上菊之助（VTR出演） 身近な食材で簡単に作れる 正月明けにおすすめ絶品おつまみ4品                                                          | 國村さんリクエスト「鯛の塩釜焼き」 國村さんオリジナルおつまみ「ちょっと嵩高でも大丈夫鍋」 尾上菊之助さんリクエストおつまみ「しじみ豆腐」 ケンタロウおつまみ「牛たたき わさびバターじょうゆ」 俺たちの味噌・リターンズ |
| #141             | 1月16日          | 冬の和定食3品!脂がのった旬のタラ丼 &白子の味噌汁＆小松菜と桜エビの辛子炒め! | --- |
| #142             | 1月23日          | フライパンで手軽に作れる! ケンタロウオリジナル!ピリ辛スンドゥブ定食! | 太一くんの母レシピ第10弾 母ちゃんの限界! じゃがいもとクリームチーズとしらすの和え物 |
| #143             | 1月30日          | 小林家秘伝の味!ドライカレー& (秘)食材で和えた焼きサラダ | --- |
| #144             | 2月6日           | 肉を使わず!ボリューム満点! 旬の野菜を使った!絶品冬のおつまみ3品 | ほうれん草とホタテのグラタン じゃがいものガレット 白菜とアンチョビのサラダ |
| #145             | 2月13日          | ゴロゴロ肉の本格ビーフシチュー 失敗しない!ケンタロウ流ブラウニー | --- |
| #146             | 2月20日          | にんにく&梅肉を挟んだ ガッツリ系ささみカツ | きゅうりとキャベツのサラダ |
| #147             | 2月27日          | 菜の花とエビのチャーハン& 豚バラと厚揚げのこってり中華煮込み | --- |
| #148             | 3月6日           | 旬の魚を使った丼ぶりシリーズ第2弾! 香ばしい甘酢ダレを絡めたブリ丼 | 春菊としめじのバター炒め |
| #149             | 3月13日          | 本格イタリアンのモテ料理! ゴルゴンゾーラのリゾット | アスパラソテー |
| #150             | 3月20日          | ケンタロウ流サンラータン麺 &イカとトマトの中華和え | --- |
| #151             | 3月27日          | 韓国定食!肉と野菜の旨みが溶け込んだ本格プルコギ &ケンタロウ流 鶏とわかめのピリ辛スープ                                                                                          | --- |
| #152             | 4月3日           | 夏野菜を使ったハーフ&ハーフピザ 新じゃがのスパイスポテト | --- |
| #153             | 4月10日          | 新生活応援SP フライパン1つで出来る!サワラとセリの中華煮込み &セリと豚バラの炒め物＆キャベツの明太和え                                                                           | --- |
| #154             | 4月17日          | 3周年記念 ヒストリースペシャル | --- |
| #155             | 4月24日          | イカの塩辛を使ったクリームパスタ &白身魚のソテー トマトソースがけ | --- |
| #156             | 5月1日           | カレー第10弾!ミートボール入りチーズカレー &ソーセージとブロッコリーのレモンマヨ炒め                                                                                             | --- |
| #157             | 5月8日           | ケンタロウ厳選!ビールと相性抜群! 旬の野菜を使った春のおつまみ3品! | グリーンピースのフリット 新じゃがいもとカブの味噌豆板醤ソース ポークタコス |
| #158             | 5月15日          | 男のロマンシリーズ第1弾!黒こしょうをより美味しく食べられる ペッパーチキン＆穴子とこしょうの炊き込みご飯                                                                         | --- |
| #159             | 5月22日          | ご飯に合う第2弾!具だくさん豚キムチ &豆腐とニラの豆乳スープ | --- |
| #160             | 5月29日          | 親子SP!フライパンで作る絶品親子丼 &国分家親子オリジナル付合2品 | 太一レシピ第12弾! 急に上司がやって来た 太一母レシピ第11弾! やけくそ味噌汁 |
| #161             | 6月5日           | 簡単に作れる!ピリ辛!ジャージャー麺 &サッパリ!トマトと卵の中華炒め | --- |
| #162             | 6月12日          | 本格イタリアン!スズキのソテージェノベーゼソース &ロメインレタスのアンチョビマヨサラダ                                                                                           | --- |
| #163             | 6月19日          | お家で出来る本格中華!ユーリンチー &ツナとインゲンの卵チャーハン | 長期作り物シリーズ「俺たちの梅干し」 |
| #164             | 6月26日          | 男のロマンシリーズ 第2弾! にんにくを3つの美味しさに使い分けた絶品3品 | にんにく肉じゃが カツオのにんにくキムチ和え にんにくの芽炒め素麺 |
| #165             | 7月3日           | 旬の食材を使った!夏のイタリアン! ナスとズッキーニのパスタ＆イカのカルパッチョ                                                                                                   | --- |
| #166             | 7月10日          | フライパンで出来る! 帯広風豚丼&サッパリ夏の付合2品 | キャベツとホタテのスープ 夏野菜の浅漬け |
| #167             | 7月17日          | お家で出来るケンタロウ流タイカレー &タイ風空芯菜炒め | --- |
| #168             | 7月24日          | お家で簡単!手打ち! 肉炒めのせ!冷やしゴマだれうどん! | 明太卵焼き |
| #169             | 7月31日          | 蒼井優さんがやってきちゃったスペシャル 蒼井優リクエストメニュー! スズキのソテー クレソンサラダのっけ&フムス                                                                     | 蒼井優特性かき氷 エバミルクと氷糖蜜のかき氷 |
| #170             | 8月7日           | アツアツ!ヒヤヒヤ!そのままが美味しい! ビールと相性抜群!夏のおつまみ3品! | 冷たいおつまみ：ズッキーニのマリネ お手軽おつまみ：アボカドディップ アツアツおつまみ：ガーリックシュリンプ 「俺たちの梅干し」土用干し編                                                                               |
| #171             | 8月14日          | 豚の肉だんごと魚介のWスープチゲ &焼き厚揚げのたたき梅きゅうりのっけ | --- |
| #172             | 8月21日          | お家で作れる!本格ベトナム料理! 鶏を使ったフォー&エビの生春巻き | --- |
| #173             | 8月28日          | メキシコ料理 第2弾! 暑い夏にピリッと美味しい!メキシカンプレート (鶏肉と豆の煮込み/エビのメキシカンサラダ/アボカドディップ)                                                      | --- |
| #174             | 9月4日           | 沖縄料理 第3弾! スペアリブの焼きソーキ&ゴーヤを使った太一レシピ | 太一レシピ 第13弾! ゴーヤとささみだ梅(バイ) 〜全然キズつきません編〜 |
| #175             | 9月11日          | ケンタロウ流 汁無し担々麺 &インゲンと卵の炒め物 | --- |
| #176             | 9月18日          | 豚肉ときのこの和風ハンバーグおろしのせ &炒めキャベツの野沢菜和え | --- |
| #177             | 9月25日          | 小林家秘伝!お家で出来る カレーパン&中華風揚げパン! | サラダ菜のごまサラダ |
| #178             | 10月2日          | 秋の4週連続ゲスト祭『第1週目 ゲスト:北川悠仁 (ゆず)』 ピリ辛味でご飯がススム! 豚肉とナスの山椒炒め煮 ゆず北川さんレシピ! いつも食べている(秘)スタミナ料理「キムチよく混ぜてネ」 | --- |
| #179             | 10月9日          | 秋の4週連続ゲスト祭『第2週目 ゲスト:尾上菊之助 尾上菊之助さんリクエストメニュー! 魚介たっぷりカレー風味パエリア＆ラタトゥイユ                                                   | --- |
| #180             | 10月16日         | 秋の4週連続ゲスト祭『第3週目 ゲスト:岡村隆史 (ナインティナイン) 岡村隆史さんプレゼンツ! 釣りリベンジ海釣り編＆釣った魚で作る絶品2品                                             | アジの刺身 にんにくみそダレ スズキとサバの唐揚げ レモンマヨ |
| #181             | 10月23日         | 秋の4週連続ゲスト祭『第4週目 ゲスト:岡村隆史 (ナインティナイン) 岡村さんリクエスト!豚肉ときのこのストロガノフ &岡村さんレシピ (秘)たまごスープ!                                 | --- |
| #182             | 10月30日         | 男のロマンシリーズ 第3弾! ホルモンをとことん食べつくす 絶品2品 | みそホルモン鍋 ホルモン塩炒め 俺たちの味噌2 途中経過 （國村隼 VTR出演） |
| #183             | 11月6日          | おつまみスペシャル 第10弾! 日本の秋を味わう和風おつまみ3品! | 煮物系：砂肝の炒め煮 和え物系：小松菜のしらすポン酢和え 揚げ物系：サンマのフライ |
| #184             | 11月13日         | お家で出来る本格イタリアン第8弾! エビとトマトのリングイネ&ナスのブルーチーズ和え                                                                                                | --- |
| #185             | 11月20日         | 白いご飯に合うシリーズ第4弾! ニラの焼き餃子&もやしの豆板醤炒め | --- |
| #186             | 11月27日         | 郷土料理シリーズ「東北編」 里芋と牛肉の具沢山 芋煮&福島郷土料理イカ人参 | --- |
| #187             | 12月4日          | 男子ごはんinバリ「インドネシア料理と文化をガッツリ食べて学ぶ編」 Ibu Oka イブ・オカ (BABI GULING(豚の丸焼き)) NASI PECEL BU TINUK イブ・ティヌ (ナシチャンプル)                 | バティックで作る俺たちのランチョンマット (バティック工房 BATIK PEJENG バティックペジェン) |
| #188             | 12月11日         | 男子ごはんinバリ「バリのご家庭で本場のナシゴレンの味を食べて学ぼう編」 バリのおふくろの味! ワヤンさん特製!ナシゴレン                                                            | サンバルマター サンバルメラ |
| #189             | 12月18日         | バリ島の味を日本の食材でアレンジ! ケンタロウ流ナシゴレン&バリ風とうもろこしの揚げ物                                                                                             | サンバルメラ |
| #190             | 12月25日         | 家族で楽しめるパーティーメニュー 和風ミートローフ＆2種類のブルスケッタ | 俺たちシリーズ! 「手作りオリーブオイル」 |

### 2012年
| 2012年の放送内容                               | 2012年の放送内容 | 2012年の放送内容 | 2012年の放送内容                                                                                                |
| 放送回数                                       | 放送日（TX）     | メニュー | 付合 |
| ---------------------------------------------- | ---------------- | --- | --- |
| #191                                           | 1月1日           | おせちもいいけどカレーもね!1時間SP ケンタロウ流スープカレー &太一xケンタロウの母レシピ2品 | 小林家母レシピ （キャベツと豚肉の段々） 国分家母レシピ （母、搾り出し!） 「俺たちの醤油」                       |
| #192                                           | 1月8日           | 2011年 大反響レシピ ベスト3 &視聴者からの質問コーナー | 第1位:#143 小林家のドライカレー 第2位:#150 サンラータン麺 第3位:#160 とろーり卵の親子丼                         |
| #193                                           | 1月15日          | 冬の和定食!鮭のおろし煮& 人参の浅漬け＆豚肉と焼き長芋のみそ汁 | --- |
| #194                                           | 1月22日          | フライパンで出来る! 鶏と帆立のクリームシチュー&混ぜご飯 | 「俺たちの燻製」                                                                                                |
| #195                                           | 1月29日          | 男のロマンシリーズ 第4弾! 手打ち生パスタ・たたき肉のトマトソース | スティック野菜のみそチーズディップ                                                                              |
| #196                                           | 2月5日           | 冬の新定番!ケンタロウ流 豆乳ラー油鍋 &ブリの中華風マリネサラダ | --- |
| #197                                           | 2月12日          | 冬のおつまみスペシャル バレンタインに作って欲しい 絶品!3品 | ゆで豚 オニオンジンジャーソース ポテトクリームグラタン クレソンときゅうりのサラダ                               |
| #198                                           | 2月19日          | ケンタロウ流 スタミナ丼 &レバーのスタミナサラダ | --- |
| #199                                           | 2月26日          | 簡単イタリアンプレート! ポークピカタ&付合2品 | 焼き空豆と赤パプリカのパルミジャーノ和え キャベツのカレーマリネ                                                 |
| #200                                           | 3月4日           | 放送200回記念 ベストセレクション(1) #001 春野菜のカレー | のらぼう菜の和え物                                                                                              |
| #201                                           | 3月11日          | 放送200回記念 ベストセレクション(2) #046 男子必見!モテ料理 手軽で簡単!本格パエリア | スペイン風にんにくスープ                                                                                        |
| #202                                           | 3月18日          | 放送200回記念 ベストセレクション(3) #047 サクッと4品!旬の春定食 (さわらの西京焼/アサリの混ぜご飯/菜の花の和えもの/アスパラのスープ) | --- |
| #203                                           | 3月25日          | 放送200回記念 ベストセレクション(4) #049 丸ごと1本食べ尽くす! 春の代名詞・たけのこ料理 (鶏とたけのこのクリーム煮) | 焼きたけのこ |
| 4月 マンスリーゲスト:栗原心平                  |                  | | |
| #204                                           | 4月1日           | 食感が楽しい新定番!れんこんとひき肉のカレー &新じゃがいものディルソース | - |
| #205                                           | 4月8日           | 旬の海の幸を使った 心平流 春の和定食 (桜えびとワカメの混ぜごはん/さわらのみそ焼き/サバのつみれ汁) | - |
| #206                                           | 4月15日          | 新感覚パスタ!干物のアーリオ・オーリオ &クレソンのサラダ＆あさりのスープ | - |
| #207                                           | 4月22日          | もろみみそガーリックステーキ with マッシュルームごはん&ピリ辛ゴーヤサラダ | - |
| #208                                           | 4月29日          | チンジャオロースー春巻き &心平流エスニックまぜごはん | - |
| 5月 マンスリーゲスト:岡村隆史                  |                  | | |
| #209                                           | 5月6日           | アクアパッツァを作る為の鯛釣り &船長直伝!漁師料理3品 (アジのなめろう/サンガ焼き/アジのつみれ汁) | サバの塩焼き サバの刺身                                                                                         |
| #210                                           | 5月13日          | お家で本格イタリアン! 鯛のアクアパッツァ&サバのハーブパン粉焼き | - |
| #211                                           | 5月20日          | 岡村隆史さんプレゼンツ たけのこ狩り&絶品たけのこ料理 (たけのこのホイル焼き/たけのこのコロッケ) | - |
| #212                                           | 5月27日          | 岡村隆史さんとアウトドア料理 手作り焼き豚のワンプレートレシピ | 焼き豚とレタスのマヨサラダ(おいしいよ!) 焼き豚チャーハン                                                        |
| 6月 マンスリーゲスト:コウケンテツ              |                  | | |
| #213                                           | 6月3日           | お家で出来る本格韓国料理! ケンテツ流サムギョプサル&キムチラミョン | - |
| #214                                           | 6月10日          | ケンテツ流 台湾風豚丼&空芯菜の炒め物 | お酒造り第4弾 俺たちのマッコリ                                                                                  |
| #215                                           | 6月17日          | お酒と相性の良い!簡単にできる ケンテツ流アジアンおつまみ3品 | ビール×鯛のアジアンあら煮 マッコリ×きゅうりの黒いナムル 焼酎×ヤンニョムチキン                                   |
| #216                                           | 6月24日          | ケンテツ流イタリアン!韓国風カルボナーラ& 刻み野菜のサラダ&エビのガーリックオイル煮 | - |
| 7月 マンスリーゲスト:蒼井優                    |                  | | |
| #217                                           | 7月1日           | 蒼井優さんリクエスト企画!沖縄料理 イカのヒラヤーチ&ヘチマの味噌炒め | イカソーメンのマヨポン酢かけ 沖縄風 黒糖蜜と黒砂糖のかき氷                                                      |
| #218                                           | 7月8日           | 蒼井優さんリクエスト企画 第2弾 本格インドカレー「サグパニール&パラタ」 助っ人:ナイル善己(ナイルレストラン3代目) | - |
| 7月 マンスリーゲスト:栗原はるみ                |                  | | |
| #219                                           | 7月15日          | 栗原はるみ流に簡単アレンジ! 和風麻婆豆腐＆たこの香味サラダ | - |
| 7月 マンスリーゲスト:ゆず 北川悠仁＆栗原はるみ |                  | | |
| #220                                           | 7月22日          | はるみ流!香味じょうゆを使った夏のおつまみ 枝豆の中華炒め＆唐揚げ＆エビの和えそば | - |
| 7月 マンスリーゲスト:ゆず 北川悠仁             |                  | | |
| #221                                           | 7月29日          | 夏のチゲ第5弾!スペアリブとクレソンのチゲ ＆北川さんレシピ!絶品パスタサラダ | - |
| 8月〜 料理家:栗原心平                          |                  | | |
| #222                                           | 8月5日           | 心平流!塩ダレスタミナ豚丼＆オクラと豆腐のスープ ＆シャキシャキじゃがいもとハムのサラダ | - |
| #223                                           | 8月12日          | 心平流!鯛とナスの冷やしゴマだれ麺 &エビ団子とトマトのスープ | - |
| #224                                           | 8月19日          | 大好評おつまみスペシャル 心平流!夏の簡単おつまみ3品 | 冷たいおつまみ:鮭の焼き南蛮漬け お手軽おつまみ:ピーマンとちくわのごま油和え アツアツおつまみ:ミラノ風チキンカツ |
| #225                                           | 8月26日          | 心平流!ガッツリ系ワンプレート ごろごろトマトソースのハンバーグ&コールスロー | - |
| #226                                           | 9月2日           | パーティメニュー! 心平流ごちそう手巻&簡単サンラータン | - |
| #227                                           | 9月9日           | 心平流 スタミナメニュー3品 ネバネバ豚そぼろ丼&ナスのごま汁&砂肝酢 | - |
| #228                                           | 9月16日          | 心平流!野菜たっぷり焼き餃子 &海鮮あんかけチャーハン | 「俺たちのラー油」                                                                                              |
| #229                                           | 9月23日          | 豚ブロック肉と旬のきのこを使った 心平流!秋カレー &ジェノベーゼソースのトマトサラダ | - |
| #230                                           | 9月30日          | 旬の食材をふんだんに使った 心平流! 秋の和定食 (焼きサンマの炊き込みごはん/ごぼうと長芋のすり流し汁/ 揚げナスのエノキあんかけ) | - |
| #231                                           | 10月7日          | 心平流!昭和定食 和風メンチカツ& マカロニサラダ&刻み玉ねぎのみそ汁 | - |
| #232                                           | 10月14日         | お家で出来る本格イタリアン! エビのトマトクリームパスタ&サーモンと春菊のサラダ | - |
| #233                                           | 10月21日         | 本格中華!四川風麻婆豆腐& ホタテとチンゲン菜のクリーム煮 | - |
| #234                                           | 10月28日         | 大好評!おつまみスペシャル 冷えた白ワインと相性抜群!秋のおつまみ3品 | きのことナスのマリネ ヨーグルトソース あさりのワイン蒸し サーモンバーグ マスタードチーズディップ                |
| #235                                           | 11月4日          | 男たちのシェア丼 第一弾! 甘辛ダレのカリカリ豚丼&太一レシピのサラダ | 「俺たちの醤油(完成&試食)」 太一レシピ 第14弾 アボカドとらっきょうが出会った                                    |
| #236                                           | 11月11日         | チンジャオロースーあんかけ焼きそば &鶏ときのこの蒸しスープ | - |
| #237                                           | 11月18日         | スパイシーチキンのせドライカレー &エスニックにんじんサラダ | - |
| #238                                           | 11月25日         | 旬のカキ尽くし! 心平流ピリ辛カキ鍋＆カキのチヂミ風オムレツ | 鍋のシメ:卵×きしめん                                                                                            |
| #239                                           | 12月2日          | 男子ごはんinタイ「絶品タイ料理を食べて食文化を学ぶ」 ラーン・ガイトーン・プラトゥーナム (カオマンガイ) Baan Khanitha at Fifty Three (マッサマンカレー)                                                                                  | - |
| #240                                           | 12月9日          | 男子ごはんinタイ「タイのご家庭で本場のトムヤムクンを学ぶ」 オートーコー市場 一般家庭 (トムヤムクン、タイ風野菜炒め) ソーソンゲオ (カオニャオマムアン)                                                                                   | - |
| #241                                           | 12月16日         | タイで出会った味を日本の食材でアレンジ! 心平流!カオマンガイ&センミーパット | - |
| #242                                           | 12月23日         | 家族で楽しむクリスマスメニュー ローストビーフ&カリカリチキン&フレーバーポテト | - |
| #243                                           | 12月30日         | 年末年始にすぐ作れる 絶品レシピ8品! ゲスト:岡村隆史、コウケンテツ、栗原はるみ （丸鶏のしょうゆ煮&クレープ巻き/中華おこわ/ 心平流トンカツのせビーフカレー/唐辛子ときのこのチーズ煮/ ブリ天/ネギたっぷりの鶏そば/ネギたっぷりのサバそば） | - |

### 2013年
| 2013年の放送内容 | 2013年の放送内容 | 2013年の放送内容 | 2013年の放送内容 |
| 放送 回数        | 放送日 （TX）    | メニュー | 付合 |
| ---------------- | ---------------- | --- | --- |
| #244             | 1月6日           | 2012年 大反響レシピ ベスト3 &視聴者からの質問コーナー | 第1位:#229 豚ブロック肉ときのこの秋カレー 第2位:#207 もろみみそガーリックステーキ 第3位:#231 めんつゆソースの和風メンチカツ |
| #245             | 1月13日          | 大好評!おつまみスペシャル 心平流!冬のおつまみ3品 | 牛スジ煮込み ブリの焼き霜カルパッチョ ベーコンとチーズのロールチキンカツ                                                    |
| #246             | 1月20日          | 豚バラとキャベツの塩にんにく鍋 &ごぼうの天ぷら | - |
| #247             | 1月27日          | 体を芯から温め免疫力もアップ! 注目のしょうが尽くし!冬の和定食 （鯛のアラのしょうが煮/根菜のおろししょうが味噌汁/ インゲンと油揚げのしょうが炒め）                                                                              | - |
| #248             | 2月3日           | 男たちのシェア丼 第2弾! 三層の牛すき焼き丼&大根の甘酢漬け | - |
| #249             | 2月10日          | 豚とマッシュルームのラグーソースパスタ &チョコレートケーキ | - |
| #250             | 2月17日          | 男子ごはんキッチンLIVE2013 エビとじゃがマヨベーコンの 生地から作るハーフ&ハーフピザ! | - |
| #251             | 2月24日          | ガッツリメニュー2品 煮豚チャーハン&レバニラ炒め | - |
| #252             | 3月3日           | 手打ちエスニックカレーつけうどん &ちくわの磯辺揚げ | カレーうどんのシメ:ご飯×チーズ                                                                                              |
| #253             | 3月10日          | 本格イタリアン!チキントマトリゾット 太一レシピ!ドレッシングが美味しいサラダ | 太一レシピ イチコロサラダ                                                                                                   |
| #254             | 3月17日          | リクエストメニュー2品 心平流アドボ&アジの青唐辛子マリネ | - |
| #255             | 3月24日          | 白いごはんがすすむ! 中華定食 （三つ葉としいたけのとろみスープ/黒酢肉団子/にんにくの芽とパプリカの炒め物） | 「俺たちのオイスターソース」                                                                                                |
| #256             | 3月31日          | 男のロマンシリーズ 第5弾! 旬の貝をとことん食べつくす絶品3品! （アサリとハマグリのパエリア、サザエのエスカルゴ風、とり貝のカルパッチョ）                                                                                        | - |
| #257             | 4月7日           | 大好評!おつまみSP 心平流 春野菜のおつまみ3品 | 和：菜の花の煮びたし 洋：新たけのこの生ハムチーズ和え 中：鶏肉と空豆の豆鼓炒め                                              |
| #258             | 4月14日          | ふわとろ卵のオムライス &おつまみコールスロー | - |
| #259             | 4月21日          | 本格イタリアン!砂肝のトマトソースパスタ イカのスパイス焼き 肝のクリームソース | - |
| #260             | 4月28日          | 旬の食材をたっぷり使った 心平流 春の和定食 (ごまカツオ/三つ葉と青ネギのサラダ/さやえんどうと鶏肉の味噌炒め) | ごまカツオ茶漬け |
| #261             | 5月5日           | 春野菜とカジキフライのカレー オクラとパプリカのピクルス | - |
| #262             | 5月12日          | スーパーの食材で簡単に出来る! 心平流 トルコ料理 (焼きマンティ/ヨーグルトサラダ/シシケバブ) | - |
| #263             | 5月19日          | リベンジ企画!第2弾 ゲスト:岡村隆史 今年こそは鯛を釣ってアクアパッツァを作ろう &サバを使った絶品サンドウィッチ | - |
| #264             | 5月26日          | ゲスト:岡村隆史 釣った鯛で作る!トマトと鯛の アクアパッツァ&サラダ風カルパッチョ | 緊急企画! 鯛の白子を試食 |
| #265             | 6月2日           | 男たちのシェア丼 第3弾! トンテキ丼&アジのピリ辛黒酢サラダ | 太一レシピ 男たちのサラダ                                                                                                   |
| #266             | 6月9日           | お昼の王道メニュー みそタンメン&高菜とじゃこのチャーハンたまごのせ | - |
| #267             | 6月16日          | から揚げづくし! 2種類のソースで食べるから揚げとから揚げ丼 | - |
| #268             | 6月23日          | ゲスト:栗原友 男のロマンシリーズ 第6弾! 旬のタコをとことん食べ尽くす絶品3品 | タコのカルパッチョ タコのアヒージョ タコの唐揚げ                                                                            |
| #269             | 6月30日          | 郷土料理シリーズ「熊本編」 タイピーエン&ちくわポテトサラダ | - |
| #270             | 7月7日           | ゲスト:蒼井優 心平流 肉餃子& ふわとろ白菜のお好み焼き | いちごミルクのかき氷 |
| #271             | 7月14日          | ゲスト:コウケンテツ コウケンテツさんと作る! ビールに合う夏のおつまみ3品 (韓国風ねぎ玉焼き/イワシの南蛮タタキ/ケンテツ流手羽先揚げ)                                                                                             | 男子ごはん米第4弾！ タイ米(カオホームマリ)作り                                                                              |
| #272             | 7月21日          | ゲスト:コウケンテツ 心平vsケンテツ そうめん料理&付合 対決 | 冬瓜と肉団子のピリ辛クリーム煮 しいたけと豚肉のあんかけそうめん 四川風ピリ辛そうめん ゴーヤの甘酢漬け                       |
| #273             | 7月28日          | 軟骨コリコリ アボカドハンバーガー &エビカツバーガー | - |
| #274             | 8月4日           | アレンジ沖縄料理! 万願寺唐辛子とゴーヤのチャンプルー目玉焼きのっけ &ゴロゴロ肉の心平流ジューシー | - |
| #275             | 8月11日          | 真夏のチゲ 第6弾! 豚とアサリのWスープ・チゲ&ガーリックチャーハン | - |
| #276             | 8月18日          | 白いごはんが進む!心平流 ピリ辛しょうが焼き &からし醤油のもやし炒め&モロヘイヤと海苔のスープ | - |
| #277             | 8月25日          | スレッシュトマトソースのミラノ風カツレツ丼 &アボカドと豆のマヨマスタードサラダ | - |
| #278             | 9月1日           | 骨付き鳥モモ肉と揚げナスのスープカレー& 太一レシピ!バジルヨーグルトソースの夏野菜ソテー | 太一レシピ ヨーグルトダー                                                                                                   |
| #279             | 9月8日           | 残暑に食べる 鶏塩だれの冷やし中華 &とうもろこしのかき揚げ | - |
| #280             | 9月15日          | おうちでカンタン中華! 心平流 天津飯&海鮮シュウマイ | - |
| #281             | 9月22日          | 旬の食材をふんだんに使った 心平流!秋の和定食 (きのこの炊き込みごはん／根菜の炒めみそ汁／カレイのおろし煮) | - |
| #282             | 9月29日          | 男たちのシェア丼 第4弾! デミグラステーキ丼&オクラとニンニクのスープ | - |
| #283             | 10月6日          | ゲスト:上野樹里 本格ガパオライス&パクチーとマッシュルームのサラダ &エビのケチャップ炒め | 空芯菜炒め 上野樹里さんレシピ 「エビップ」                                                                                  |
| #284             | 10月13日         | 本格イタリアン!ワタリガニのトマトソースパスタ &人参とセロリのカッテージチーズサラダ | - |
| #285             | 10月20日         | 秋の味覚を楽しむ 簡単おつまみスペシャル | さんまのオイルサーディン風 豚肉とまいたけのグリル チーズのせ 太一レシピ 「ナスのお仕事(ナスと長芋のおつまみ)」              |
| #286             | 10月27日         | 男のロマンシリーズ 第7弾! 辛さと美味しさにこだわった唐辛子料理3品 (ジャガイモのピリ辛炒め／鶏唐揚げと生唐辛子の旨辛炒め／芝麻醤と肉みその心平流和え麺)                                                                         | - |
| #287             | 11月3日          | チーズinトマト煮込みハンバーグ& ブロッコリーとマッシュルームのソテー | - |
| #288             | 11月10日         | 男子ごはんinシンガポール「シンガポールをガッツリ食べて学ぶ編」 Na Ah Sio (黄亞細) ・バクテー Sakunthala's (サクンタラス) ・フィッシュヘッドカレー FIVE STAR HAINANESE CHICKEN RICE (五星海南鸡䜣) ・チリクラブ／・チキンライス | - |
| #289             | 11月17日         | 男子ごはんinシンガポール「シンガポールの家庭料理を学ぶ!編」 リズお母さん特製!ラクサ Maxwell Food Center ・ビーンスプロート ・ダック・クウェイチャップ ・ポピア ・シーフードディライト                                          | - |
| #290             | 11月24日         | シンガポール料理を心平流にアレンジ! バクテー&蒸しもやしと砂肝のニンニクしょうゆがけ | オリジナルソーセージ作り |
| #291             | 12月1日          | 鶏肉とかつおダシのWスープ鶏塩鍋 &セリと桜エビのかき揚げ | - |
| #292             | 12月8日          | お昼の王道! ピリ辛レタスチャーハン&ツナ餃子 | - |
| #293             | 12月15日         | ヨーグルトを使った絶品2品! チキンのトマトグラタン&コールスロー | - |
| #294             | 12月22日         | 栗原家のローストチキン& アボカドとマッシュルームのカマンベールチーズ焼き | - |
| #295             | 12月29日         | 簡単 年越し麺2品 納豆焼きそば&揚げ出し肉うどん | - |

### 2014年
| 2014年の放送内容 | 2014年の放送内容 | 2014年の放送内容                                                                                              | 2014年の放送内容 |
| 放送 回数        | 放送日 （TX）    | サブタイトル                                                                                                  | 備考 |
| ---------------- | ---------------- | --- | --- |
| #296             | 1月5日           | 新春2時間 SPゲスト:岡村隆史、コウケンテツ、上野樹里 おせちに飽きたら食べたい! すぐ作れる魚料理&おつまみ10品   | ・鯛のハーブ焼き ・築地ブイヤベース ・心平ちゃん特製! 甘辛和風ダレのカツオのたたき ・ケンテツさん特製! 黄身味噌ダレで食べる イナダのしゃぶしゃぶ ・岡村レシピ ピーマンのごま油&塩ダレ「ピーマンを使った超簡単!スピード重視のやーつ」 ・旬の食材を丸ごと具に使ったケンテツ流揚げ餃子「カキの揚げ餃子」 ・上野樹里さんのおつまみ 豚肉と野菜の変わりダネ串「なかよ串」 ・上野樹里さんのおつまみ 島豆腐たい! ・太一レシピ ささみと野菜のにんにくしょうゆ焼き「ささみん」 ・心平レシピ 昆布入り焼きおにぎり牛そぼろがけ |
| #297             | 1月12日          | 2013年 大反響レシピ ベスト3 &視聴者からの質問コーナー 万能ソース2種(ディルソース／ジェノベーゼソース)         | 第1位:#266 おうちで簡単に作れるみそタンメン 第2位:#247 しょうがを使った冬の和定食 第3位:#246 豚バラとキャベツの塩にんにく鍋 |
| #298             | 1月19日          | クリーム煮をかけたWソースのマッシュルームカレー &心平流焼きカレー                                             | - |
| #299             | 1月26日          | 冬のごちそう和定食                                                                                            | ・ブリの照り焼き ・ほうれん草とエノキのだしびたし ・しいたけの肉詰めみそ汁 ・長芋のとろろ |
| #300             | 2月2日           | 男子ごはん300回記念! お客様を呼んじゃいましたスペシャル トマトサルシッチャとしらすチーズの ハーフ&ハーフピザ! | - |
| #301             | 2月9日           | 鴨とクレソンの和風鍋& 鶏と豆腐のきんちゃく揚げ                                                                | - |
| #302             | 2月16日          | 男のこだわり丼 第1弾! W鶏のユーリンチー丼&超簡単!キャベツのハルピン漬け                                       | - |
| #303             | 2月23日          | リクエストメニュー2品 野菜と魚介のせいろ蒸し&カリカリ餅のチゲスープ                                           | - |
| #304             | 3月2日           | 男のロマンシリーズ 第8弾! ラム肉にこだわった絶品料理3品                                                       | ・ラム肉のガーリックソテー ビネガーソースがけ ・ラムチョップのハーブパン粉焼き ・ラムのラグーパスタ |
| #305             | 3月9日           | 女性が喜ぶ!エッグベネディクト& トマトクラムチャウダー&とろとろプリン                                          | - |
| #306             | 3月16日          | ガッツリ食べたいランチの新定番 担々タンメン&青ネギとシラスのかき揚げ                                          | - |
| #307             | 3月23日          | 旬の食材を使った春のおつまみSP                                                                                | ・焼き空豆のパルミジャーノがけ ・鯛わさ ・豚肉と菜の花のオイスター炒め |
| #308             | 3月30日          | 豚肉とイカのピリ辛炒め&エビカシュー春巻き ささみのザーサイ和え&スープ                                         | 「俺たちのビール作り」 |
| #309             | 4月6日           | フライパン一つで簡単に出来る! ご飯にもソースにもこだわった心平流ロコモコ                                      | - |
| #310             | 4月13日          | お弁当にもできる春の和定食                                                                                    | ・鶏ももの白みそ焼き ・うるいのごま和え ・豚肉とたけのこの混ぜご飯おにぎり ・焼きおにぎり 「俺たちのビール作り」 |
| #311             | 4月20日          | 心平流!春野菜カレー& 新じゃがのねぎばか和え&オレンジのコンポート                                              | - |
| #312             | 4月27日          | 2種類のソースで楽しむアジフライ丼 &うしお汁                                                                   | ・大葉みそマヨソース ・ゆずタルタルソース |
| #313             | 5月4日           | 心平流 海鮮バラちらし& 手羽先の甘辛揚げ&鶏のテリマヨ串                                                        | - |
| #314             | 5月11日          | ちょっとオシャレで簡単に作れる 地中海風ワンプレート                                                           | ・ラタトゥイユ ・クスクス ・豚バラのソテー 「俺たちのビール作り」 |
| #315             | 5月18日          | フォーのしゃぶしゃぶ仕立て& ベトナムのお好み焼き バインセオ                                                   | - |
| #316             | 5月25日          | 1時間SP ゲスト:大泉洋 やわらかジューシー豚カツ&納豆カルボナーラ &松本一本ねぎを使った(秘)絶品料理             | 大泉さんレシピ「特製 鴨鍋」 |
| #317             | 6月1日           | 丸ごと麻婆ナス&中華風アサリのスープ 太一レシピの水菜サラダ                                                    | 太一レシピ「水玉」 |
| #318             | 6月8日           | ゲスト:蒼井優 蒼井優さんリクエスト! サバみそ &ホットプレートで作る瓦そば                                      | 蒼井さん おつまみ「いぶりポーネ」 |
| #319             | 6月15日          | 男のロマンシリーズ 第9弾! スタミナ満点のにんにく料理3品                                                       | ・豚バラのスタミナ煮込み ・にんにくメンチ ・エビのガーリックオイルがけ 「俺たちのにんにく」 |
| #320             | 6月29日          | お昼の王道メニュー 肉汁たっぷり餃子&スープチャーハン                                                          | - |
| #321             | 7月6日           | 鯛とズッキーニのカルパッチョ& 手羽元のフライパンBBQ焼き&揚げナスと春菊の中華和え                              | - |
| #322             | 7月13日          | ナムルビビン麺& ねぎしょうがだれの肉団子                                                                      | 俺たちのにんにく収穫 第2弾 心平ちゃん即席レシピ 「かまぼことトマトのキムチ和え」 |
| #323             | 7月20日          | 夏カレーの新定番! バターチキンカレー&2種類のナン                                                              | - |
| #324             | 7月27日          | ゲスト:大倉忠義(関ジャニ∞) シンプルだけどおいしい定番チャーハン& 茹で鶏のパクチー和え&かきたまスープ          | 大倉さんレシピ 「鶏パク」「ゴータマのプースー」 |
| #325             | 8月3日           | ファミレスで大人気の定番メニュー! 帆立と夏野菜のグリル&ビシソワーズ                                           | ムチャぶり即席レシピ「ホタテのヒモのカルパッチョ」 |
| #326             | 8月10日          | お家で簡単!絶対美味しくなる焼肉                                                                               | 残った食材で簡単にできる!ビビンバ風ヤキメシ |
| #327             | 8月17日          | 沖縄の定番ランチ! 心平流ソーキそば&ジューシー                                                                 | - |
| #328             | 8月24日          | お家で簡単に作れる!ファミレス人気メニュー ジャンバラヤ&ジャークチキン&シーザーサラダ                          | - |
| #329             | 8月31日          | 和風煮込みハンバーグ&にんじんの粒マスタードサラダ &ナスとしめじの具だくさんすまし汁                           | - |
| #330             | 9月7日           | こだわり丼シリーズ 第2弾! Wソースカツ丼&小松菜のみそ汁                                                        | ヨーグルト漬け物 |
| #331             | 9月14日          | 懐かしの味 お昼の定番メニュー! 心平流ナポリタン&タラモサラダ                                                  | — |
| #332             | 9月21日          | 男のロマンシリーズ 第10弾! チーズにこだわった絶品3品                                                          | ・チーズのフライパン焼き ・モッツァレラとパルミジャーノのパスタ ・ゴルゴンゾーラのポークソテー |
| #333             | 9月28日          | 旬の食材をふんだんに使った 心平流 秋の和定食2014                                                              | ・秋鮭とキノコの炊き込みごはん ・超カンタン焼きナス ・サンマの揚げ焼き |
| #334             | 10月5日          | きのこの麺つゆ和え&エビとレンコンのチヂミ &焼きみそチキン                                                     | - |
| #335             | 10月12日         | 白いごはんが進む お家で簡単! 中華定食!                                                                        | ・回鍋肉 ・白菜とハムのスープ ・焼きワンタン |
| #336             | 10月19日         | イタリアンドライカレー&太一母レシピの絶品サラダ                                                               | - |
| #337             | 10月26日         | 和風あんかけ煮込みうどん エビとニンジンのかけ揚げのせ &刻みしょうがの焼きおにぎり                             | - |
| #338             | 11月2日          | 旬の食材カキを使ったレシピ                                                                                    | ・カキのたたき ・カキニラ卵 ・カキフライ |
| #339             | 11月9日          | ゲスト:コウケンテツ おうちで簡単!ご当地B級グルメ ハントンライス&ホルモンみそ焼きうどん                        | - |
| #340             | 11月16日         | ゲスト:コウケンテツ マレーシアの家庭料理 ナシレマ&チキンのスパイス煮                                          | ラープ風豚しゃぶサラダ |
| #341             | 11月23日         | 牛肉とコクみそのクリームソースパスタ                                                                          | ポン菓子 |
| #342             | 11月30日         | 牛肉のオイスターソース煮込みをかけたチャーハン&ネギムンチ                                                     | |
| #343             | 12月7日          | 冬の和定食 心平ちゃんお袋の味スペシャル                                                                       | ・ギンダラの香り煮 ・豚汁 ・レンコンとすき昆布の煮物 |
| #344             | 12月14日         | 男のロマンシリーズ 第11弾! しょうがにこだわり抜いた絶品レシピ                                                 | ・鬼しょうがタレ牛丼 ・千切りしょうが肉団子 ・しょうがの佃煮 |
| #345             | 12月21日         | 冬の新定番!鶏と香味野菜のすき焼き鍋 &レンコンと長芋の磯辺揚げ                                                 | |

### 2015年
| 2015年の放送内容 | 2015年の放送内容 | 2015年の放送内容                                              | 2015年の放送内容      |
| 放送 回数        | 放送日 （TX）    | サブタイトル                                                  | 備考                  |
| ---------------- | ---------------- | ------------------------------------------------------------- | --------------------- |
| #346             | 1月4日           | 新春2時間 SPゲスト:岡村隆史、長瀬智也、榮倉奈々               | 16:00 - 18:00に放送。 |
| #347             | 1月11日          | 大反響レシピ2014 ベスト3                                      |                       |
| #348             | 1月18日          | サンラータンメン                                              |                       |
| #349             | 1月25日          | とろーりチーズのロールカツ定食                                |                       |
| #350             | 2月1日           | ピリ辛カルビ丼                                                |                       |
| #351             | 2月8日           | ゲスト:広末涼子 バレンタイン直前!おつまみスペシャル           |                       |
| #352             | 2月15日          | 海鮮のりチゲ&エビのジョン                                     |                       |
| #353             | 2月22日          | 台湾編前半 台湾料理をガッツリ食べて学ぶ!                      |                       |
| #354             | 3月1日           | 台湾編後半 台湾料理を一般の家庭で学ぼう!                      |                       |
| #355             | 3月8日           | 台湾お持ち帰りメニュー                                        |                       |
| #356             | 3月15日          | ホットプレートを使ったお好み焼き                              |                       |
| #357             | 3月22日          | 男のロマンシリーズ第12弾! ベーコン                            |                       |
| #358             | 3月29日          | 春の和定食                                                    |                       |
| #359             | 4月5日           | 塩鮭の和風パエリア&鶏とじゃがいものチーズグラタン             |                       |
| #360             | 4月12日          | 一丁まるごと黒ごま麻婆豆腐                                    |                       |
| #361             | 4月19日          | 春のおつまみスペシャル                                        |                       |
| #362             | 4月26日          | チャーシューメン&焼き豚チャーハン                             |                       |
| #363             | 5月3日           | 欧風ビーフカレー                                              |                       |
| #364             | 5月10日          | おうちで簡単本格イタリアン ジェノベーゼパスタ                 |                       |
| #365             | 5月17日          | ゲスト:木村多江 プルコギ鍋&プッタネスカ風ミートボール         |                       |
| #366             | 5月24日          | 粗挽きデミグラスハンバーグ&マカロニツナサラダ                 |                       |
| #367             | 5月31日          | 竜田揚げ                                                      |                       |
| #368             | 6月7日           | お家で簡単イタリアンおつまみ                                  |                       |
| #369             | 6月14日          | こだわり丼シリーズ第4弾 焼きサバ丼                            |                       |
| #370             | 6月21日          | スタミナ中華定食                                              |                       |
| #371             | 6月28日          | 男のロマンシリーズ第13弾 そば                                 |                       |
| #372             | 7月5日           | 中華風スープカレー                                            |                       |
| #373             | 7月12日          | ハムカツ&オクラと長芋の梅みそ汁                               |                       |
| #374             | 7月19日          | トムヤムクン&パッタイ                                         |                       |
| #375             | 7月26日          | 食材使い切り!ゴーヤを使った料理                               |                       |
| #376             | 8月2日           | ゲスト:井ノ原快彦 真夏の1時間SP                               |                       |
| #377             | 8月9日           | 夏の定番!そうめん3種                                          |                       |
| #378             | 8月16日          | 冷や汁&チキン南蛮                                             |                       |
| #379             | 8月23日          | ゲスト:コウケンテツ 夏に食べたくなる韓国料理                  |                       |
| #380             | 8月30日          | ゲスト:蒼井優 ブリトー2種&蒼井レシピ生春巻き                  |                       |
| #381             | 9月6日           | エスニックハーブ餃子&空芯菜焼きそば                           |                       |
| #382             | 9月13日          | 秋の食材を使ったお家で簡単イタリアン                          |                       |
| #383             | 9月20日          | 秋の和定食                                                    |                       |
| #384             | 9月27日          | こだわり丼シリーズ第5弾 ピリ辛山椒そぼろごはんのステーキ丼    |                       |
| #385             | 10月4日          | スペインおつまみSP                                            |                       |
| #386             | 10月11日         | 男のロマンシリーズ イカ                                       |                       |
| #387             | 10月18日         | ムースーロー&ピリ辛揚げ春巻き＆ハムとレタスのスープ           |                       |
| #388             | 10月25日         | 海鮮皿うどん＆海鮮ちゃんぽん                                  |                       |
| #389             | 11月1日          | ポークハヤシライス＆太一レシピのきのこサラダ                  |                       |
| #390             | 11月8日          | シメまで美味しいおでん                                        |                       |
| #391             | 11月15日         | 炊き込みご飯“ビリヤニ”&インド風天ぷら                         |                       |
| #392             | 11月22日         | 塩サバごはん&揚げサバの黒酢だれ&サバのすり流し                |                       |
| #393             | 11月29日         | 今、大注目のフィリピンへ!フィリピンの名物料理をガッツリ食べる |                       |
| #394             | 12月6日          | グルメ界で話題!日本人にも合う!フィリピンの家庭料理を学ぼう!   |                       |
| #395             | 12月13日         | 日本人にもピッタリ!今、話題のフィリピン料理・お持ち帰りレシピ |                       |
| #396             | 12月20日         | 鶏のごまみぞれ鍋&マグロともやしの中華和え                     |                       |

### 2016年
| 2016年の放送内容 | 2016年の放送内容 | 2016年の放送内容                                                   | 2016年の放送内容      |
| 放送 回数        | 放送日 （TX）    | サブタイトル                                                       | 備考                  |
| ---------------- | ---------------- | ------------------------------------------------------------------ | --------------------- |
| #397             | 1月3日           | 新春SP 素顔の魅力満載!岡村隆史&上野樹里&東出昌大の特製料理         | 16:00 - 18:00に放送。 |
| #398             | 1月10日          | 衝撃カレー!?こだわり丼!?（秘）ラーメン!?「大反響レシピ・ベスト3」  |                       |
| #399             | 1月17日          | タン塩とレタスの鍋焼きうどん＆ねぎとにんじんのかき揚げ             |                       |
| #400             | 1月24日          | チキンライスコロッケ&カレーライスコロッケ                          |                       |
| #401             | 1月31日          | 豆乳クリームパスタ&タラと玉子のフジッリ                            |                       |
| #402             | 2月7日           | ビーフシチュー&サウザンアイランドドレッシングのサラダ              |                       |
| #403             | 2月14日          | ブリの香味野菜ソースがけ＆里芋の煮がらめ&ごまチキン                |                       |
| #404             | 2月21日          | サンラータンチャーハン&一口しそ餃子                                |                       |
| #405             | 2月28日          | お肉を使った冬の和定食                                             |                       |
| #406             | 3月6日           | 男のロマンシリーズ第15弾!レバーにこだわりぬいたぜの品              |                       |
| #407             | 3月13日          | 焼きチーズカレーとバジルチキン&太一レシピ                          |                       |
| #408             | 3月20日          | 豚しゃぶピリ辛麺&アボカドエッグチーズ（他）                        |                       |
| #409             | 3月27日          | ふわふわジューシーなハンバーグ&お弁当に合うおにぎり2種類           |                       |
| #410             | 4月3日           | 超簡単＆旬の食材たっぷり!春の和定食2016&変わり種チーズ             |                       |
| #411             | 4月10日          | 新生活応援!フライパン1つあればできる絶品オムライス&特製サラダ      |                       |
| #412             | 4月17日          | 白いごはんに合うシリーズ第9弾 ピリ辛しょうが焼き                   |                       |
| #413             | 4月24日          | カツオのタルタルとカツレツ シメまで楽しめる塩だれステーキ          |                       |
| #414             | 5月1日           | ホットプレート料理!手巻きクレープ&とんぺい焼き&鶏ちゃん焼き        |                       |
| #415             | 5月8日           | 本格スペイン料理 エビとマッシュルームのプランチャ                  |                       |
| #416             | 5月15日          | 人気!こだわり丼シリーズ 牛の角煮旨辛丼＆オクラと卵のスープ         |                       |
| #417             | 5月22日          | 和風チャーハン&和風餃子                                            |                       |
| #418             | 5月29日          | 豚トロアマトリチャーナ&イワシのパン粉焼き                          |                       |
| #419             | 6月5日           | 大人気「男のロマンシリーズ」“山椒”を使った、こだわりの絶品3品      |                       |
| #420             | 6月12日          | 梅雨を吹き飛ばす!とろろ!ニラ豚!もやしキムチ!絶品スタミナ定食       |                       |
| #421             | 6月19日          | 夏野菜を使ったシーフードカレー＆爽やかサラダ                       |                       |
| #422             | 6月26日          | アレンジ麺祭り2016                                                 |                       |
| #423             | 7月3日           | 子供も大人も美味しい!簡単!沖縄の家庭料理で夏の食卓を彩る!          |                       |
| #424             | 7月10日          | ビールに合う!夏の絶品おつまみSP!旬のナス!スペアリブ!エビ!          |                       |
| #425             | 7月17日          | コウケンテツの（秘）技!おかずにピッタリ!焼肉店の人気サイドメニュー |                       |
| #426             | 7月24日          | 絶品ブラジル家庭料理                                               |                       |
| #427             | 7月31日          | 木村多江の超簡単!材料も少なく、あっという間にできる夏の絶品料理    |                       |
| #428             | 8月7日           | エスニックチキンライス&太一特製サラダ                              |                       |
| #429             | 8月14日          | 夏に食べたい本格ハンバーガー&ポテト                                |                       |
| #430             | 8月21日          | 絶品ぶっかけ飯3品                                                  |                       |
| #431             | 8月28日          | 夏に食べたいスタミナ料理ベスト3                                    |                       |
| #432             | 9月4日           | アレンジそうめん3種                                                |                       |
| #433             | 9月11日          | 蒼井優レシピ!簡単サラダ＆何にでも合うドレッシング!カニコロッケ     |                       |
| #434             | 9月18日          | 秋の絶品おつまみ3品                                                |                       |
| #435             | 9月25日          | タコとキノコの炊き込みご飯ほか                                     |                       |
| #436             | 10月2日          | 人気!こだわり丼シリーズ第7弾!甘辛じょうゆのローストポーク丼        |                       |
| #437             | 10月9日          | 五目うま煮麺&絶品!春巻き                                           |                       |
| #438             | 10月16日         | 男のロマンシリーズ唐辛子 万願寺唐辛子のみそがらめ他2品             |                       |
| #439             | 10月23日         | 大人気のスキレットを使った“ねぎクリームチーズのハンバーグ”         |                       |
| #440             | 10月30日         | in韓国!日本人にも美味しい韓国グルメを専門店で食べ歩き!             |                       |
| #441             | 11月6日          | 韓国SP!お母さん直伝の絶品!家庭料理!カルビチム&チャプチェ           |                       |
| #442             | 11月14日         | 韓国・名店の味を簡単アレンジ!デジカルビ&コンナムルクッパ           |                       |
| #443             | 11月21日         | ホットプレート企画第5弾 たこ焼きプレートでアレンジ料理!            |                       |
| #444             | 11月28日         | 最強のチャーギョー!カツオのなまり節を使ったチャーハン&エビ餃子     |                       |
| #445             | 12月4日          | 煮込むだけトマトパッツァ&ペペロンチーノ                            |                       |
| #446             | 12月11日         | 旬の根菜と豚バラ肉の和風ポトフ&簡単カブのサラダ                    |                       |
| #447             | 12月18日         | 失敗しないアップルパイ&店の味!骨付き鶏もも肉の白ワインハーブ煮     |                       |

### 2017年
| 2017年の放送内容 | 2017年の放送内容 | 2017年の放送内容                                                 | 2017年の放送内容      |
| 放送 回数        | 放送日 （TX）    | サブタイトル                                                     | 備考                  |
| ---------------- | ---------------- | ---------------------------------------------------------------- | --------------------- |
| #448             | 1月2日           | 新春SP 佐々木蔵之介&上野樹里&岡村隆史が絶品料理を作る!           | 16:00 - 17:55に放送。 |
| #449             | 1月8日           | どれも絶品!簡単!2016年の大反響レシピベスト3!!                    |                       |
| #450             | 1月15日          | 牛すじとトマトのWソースカレー&たくあんのポテトサラダ             |                       |
| #451             | 1月22日          | 好評第2弾!そば!中華麺!うどん!超簡単!冬のアレンジ麺祭り           |                       |
| #452             | 1月29日          | 旬の食材たっぷり!冬のあったか和定食!ピリ辛ブリ大根               |                       |
| #453             | 2月5日           | 男のロマンシリーズ「ハム」ハムと白菜の焼きチーズパスタ（他）     |                       |
| #454             | 2月12日          | 広末涼子特製!ふわふわ鶏団子スープ&メカジキのフライ               |                       |
| #455             | 2月19日          | エビと鶏!!ダブル団子のエスニック鍋                               |                       |
| #456             | 2月26日          | 絶品ステーキ&旬のカブのポタージュ                                |                       |
| #457             | 3月5日           | 食感を楽しむチャーハン&ギョウザ                                  |                       |
| #458             | 3月12日          | 手打ちパスタ&ハーブ香る!本格ボロネーゼソース                     |                       |
| #459             | 3月19日          | 豚バラの冷菜&とろみ豆腐&さわら                                   |                       |
| #460             | 3月26日          | 肉そぼろでキーマカレー&担担麺                                    |                       |
| #461             | 4月2日           | ホットプレートでピカタ&イタリアンホルモン焼き&絶品パスタ         |                       |
| #462             | 4月9日           | 春の和定食 アサリの炊き込みごはん他、春の食材を使った2品         |                       |
| #463             | 4月16日          | ピリ辛しょうが焼き&ハンバーグ（他）                              |                       |
| #464             | 4月23日          | ミックスフライ定食                                               |                       |
| #465             | 4月30日          | 豚肉のクリームソースピザ                                         |                       |
| #466             | 5月7日           | こだわり丼シリーズ!てりたま鶏丼&鶏スープ                         |                       |
| #467             | 5月14日          | 旨味たっぷり海鮮麻婆豆腐&タコとセロリのネギ油かけ                |                       |
| #468             | 5月21日          | まるごと北海道!旬の美味しい野菜をたっぷり!                       |                       |
| #469             | 5月28日          | 濃厚黒ごまだれ&鶏のレモンだれ冷やし中華                          |                       |
| #470             | 6月4日           | 新企画!ご当地ごはんシリーズ 鹿児島!!鶏飯&つけ揚げ&がね           |                       |
| #471             | 6月11日          | スタミナ定食!!にんにくの芽の豚肉ロール巻きほか2品                |                       |
| #472             | 6月18日          | 人気のチャーハン餃子シリーズ!!トムヤムチャーハンと香味野菜の餃子 |                       |
| #473             | 6月25日          | 暑い季節に!簡単!ビールに合う夏の小鉢おつまみ!!                   |                       |
| #474             | 7月2日           | スパイスの役割を知って作る!夏の本格的チキンカレー                |                       |
| #475             | 7月9日           | 鉄鍋シリーズ!!和風ごぼうロールハンバーグ&ごぼうの味噌汁          |                       |
| #476             | 7月16日          | トマト・ナス・きゅうり!夏野菜を美味しく食べよう!簡単&絶品4品     |                       |
| #477             | 7月23日          | コウケンテツと作る夏のアレンジ麺!ごまじそパスタ&よだれ鶏         |                       |
| #478             | 7月30日          | 食欲なくても、さらっと食べられる!超簡単“ぶっかけ飯”3品           |                       |
| #479             | 8月6日           | 冷やしダレ&きゅうりのおろしダレでさっぱり!夏のしゃぶしゃぶ       |                       |
| #480             | 8月13日          | 夏のランチにピッタリ!大人も子供も楽しめるサンドイッチ2品         |                       |
| #481             | 8月20日          | 肉の旨味!角煮風に柔かい!黒酢豚がメインの中華定食                 |                       |
| #482             | 8月27日          | そうめん・そば・中華麺 アレンジ麺4品                             |                       |
| #483             | 9月3日           | ホットプレートで激うま&流行の料理!チーズタッカルビ&ジョン        |                       |
| #484             | 9月10日          | ふわとろオムライス&キノコとトマトの冷菜                          |                       |
| #485             | 9月17日          | 蒼井優とBBQ!初心者でも簡単!ダッチオーブンを使った料理            |                       |
| #486             | 9月24日          | 簡単だけどワンランク上!絶品バーベキュー3品!                      |                       |
| #487             | 10月1日          | 旬のサンマを使った秋のおつまみ!いつもと違うアレンジ絶品3品       |                       |
| #488             | 10月8日          | 昭和の洋食屋さんメニュー第2弾ロールキャベツ                      |                       |
| #489             | 10月15日         | 旬のサケやカキを使って秋の和定食!                                |                       |
| #490             | 10月22日         | ご当地ごはん トリプル出汁のきりたんぽ鍋&旨ソースの横手やきそば   |                       |
| #491             | 10月29日         | お家で簡単イタリアン3品!旬のキノコのアーリオ・オーリオ           |                       |
| #492             | 11月5日          | 人気のこだわり丼!美味しいものを3段重ね!デミグラスビフカツ丼      |                       |
| #493             | 11月12日         | 簡単なのに本格的!秋の野菜たっぷりスープカレー!                   |                       |
| #494             | 11月19日         | 魚介にこだわる!ガーリックチャーハン&肉を使わない餃子!            |                       |
| #495             | 11月26日         | ヘルシー&本格「火鍋」&中華風白あえ                               |                       |
| #496             | 12月3日          | 鶏肉が主役!冬の和定食四品 鶏肉のごま酢煮&炊き込みごはん          |                       |
| #497             | 12月10日         | in香港 蟹みそ麺&炊き込みご飯…新定番の香港料理をガッツリ食べる    |                       |
| #498             | 12月17日         | グルメ都市・香港の家庭料理 エビと春雨XO醤炒め&スープ             |                       |
| #499             | 12月24日         | 香港お持ち帰りレシピ!豚ひき肉の土鍋ごはん&鶏肉の煮込み           |                       |

### 2018年
| 2018年の放送内容 | 2018年の放送内容 | 2018年の放送内容                                                | 2018年の放送内容      |
| 放送 回数        | 放送日 （TX）    | サブタイトル                                                    | 備考                  |
| ---------------- | ---------------- | --------------------------------------------------------------- | --------------------- |
| #500             | 1月2日           | 放送500回記念!薬師丸ひろ子 有村架純 岡村隆史の絶品手料理        | 16:00 - 17:55に放送。 |
| #501             | 1月8日           | 2017年の大反響No.1レシピを発表!                                 |                       |
| #502             | 1月14日          | そば・うどん・中華麺!冬のアレンジ麺3品                          |                       |
| #503             | 1月21日          | あったか鍋!野菜もたくさん食べられる!ひらひら柚子こしょう鍋      |                       |
| #504             | 1月28日          | 大人のメンチカツカレー&サーモンとアボカドのタルタル             |                       |
| #505             | 2月4日           | 女優・木村多江と簡単!おつまみスペシャル!お肉も野菜もたっぷり    |                       |
| #506             | 2月11日          | 本格ラザニアと彩り野菜のカップサラダ&カルーアプリン             |                       |
| #507             | 2月18日          | 野菜たっぷり牛バラ肉の塩おでん&太一レシピ・春菊のナムル         |                       |
| #508             | 3月4日           | ご当地ごはん第3弾!佐賀 シシリアンライス&イカシュウマイ          |                       |
| #509             | 3月11日          | ホワイトデーに簡単だけど本格!鶏と魚介のパエリア&オニオンスープ  |                       |
| #510             | 3月18日          | 旬の春キャベツ!調理法別に楽しむ絶品3品                          |                       |
| #511             | 3月25日          | 最強の組合せラーギョー第2弾!ねぎ油香るサンマー麺&しょうが餃子   |                       |
| #512             | 4月1日           | 新生活応援SP!様々な料理にアレンジできるチキンのトマト煮込み     |                       |
| #513             | 4月8日           | 貝を使った春の和定食!旬のアサリ絶品2品&新たけのこ炊き込み飯     |                       |
| #514             | 4月15日          | 10周年記念SP第1弾!大反響レシピベスト30を発表!                   |                       |
| #515             | 4月22日          | 10年間の大反響レシピ1位を発表&江口洋介リクエスト絶品2品         |                       |
| #516             | 4月29日          | 江口洋介を唸らせる!簡単だけど簡単に見えない!おつまみ4品         |                       |
| #517             | 5月6日           | ホットプレートで作る!たこ焼き2種!豚レモンの鉄板焼き!            |                       |
| #518             | 5月13日          | 昭和の洋食屋さんシリーズ!オムハヤシ&オニオントマトサラダ        |                       |
| #519             | 5月20日          | 広末涼子が簡単!日本人好みのブラジルの定番家庭料理を披露!        |                       |
| #520             | 5月27日          | 冷やし中華を新アレンジ!ピリ辛&洋風!?の絶品2品                   |                       |
| #521             | 6月3日           | 初心者でも簡単!バーベキュー絶品2品!スペアリブ&ポークピラフ!     |                       |
| #522             | 6月10日          | アウトドアの達人が教えるワンランク上のバーベキューメニュー!     |                       |
| #523             | 6月17日          | とろーりチーズ!贅沢チーズハンバーグカレー&サラダチキンおつまみ  |                       |
| #524             | 6月24日          | なす、トマト、ズッキーニ簡単!夏野菜を和・洋・中で美味しく食べる |                       |
| #525             | 7月1日           | ご当地グルメを絶品アレンジ!熊本・南関揚げ&からしれんこん        |                       |
| #526             | 7月8日           | 暑さをぶっ飛ばせ!スタミナ定食!豚肉とニンニクの芽のスタミナ炒め  |                       |
| #527             | 7月15日          | 人気の砂肝・枝豆・ナスを使って夏のおつまみ絶品3品!!             |                       |
| #528             | 7月22日          | 旬の野菜たっぷり!お家で簡単!夏のイタリアン3品!                  |                       |
| #529             | 7月29日          | うどん、蕎麦、焼きそば、さっぱり&ガッツリ夏のアレンジ麺3品!     |                       |
| #530             | 8月5日           | お家で簡単、絶品エスニック!ナシゴレン&サテ!                     |                       |
| #531             | 8月12日          | 蒼井優と作る夏のぶっかけめし絶品3品!                            |                       |
| #532             | 8月19日          | 暑い夏にピッタリ!お酢を使ったさっぱりお手軽料理3品!             |                       |
| #533             | 8月26日          | 残暑厳しい今の時期にオススメ!夏に食べたいカレー特集!!           |                       |
| #534             | 9月2日           | 余ったそうめんを更に美味しく!絶品アレンジそうめん3品!           |                       |
| #535             | 9月9日           | 余りがちな調味料を使った絶品レシピ3品!                          |                       |
| #536             | 9月16日          | 旬のサバを使った秋の和定食!                                     |                       |
| #537             | 9月23日          | 木村多江の冷めても美味しいお弁当レシピ                          |                       |
| #538             | 9月30日          | 大人気企画!チャーハン&餃子 第10弾!                              |                       |
| #539             | 10月7日          | 秋が旬の食材を使った絶品おつまみ3品!                            |                       |
| #540             | 10月14日         | 昭和洋食屋シリーズ!カリカリチキンソテーのトマトソース           |                       |
| #541             | 10月21日         | 塩パーコー麺&ピリ辛モヤシ                                       |                       |
| #542             | 10月28日         | 今年は酸っぱい鍋が流行る!?鬼ねぎ黒酢鍋!!                        |                       |
| #543             | 11月4日          | 大流行!大阪スパイスカレーを作ろう                               |                       |
| #544             | 11月11日         | 岐阜県のご当地ごはん!とりトマ丼＆漬物ステーキ!!                 |                       |
| #545             | 11月18日         | 大根・ごぼう・里芋…旬の根菜を美味しく食べよう!                  |                       |
| #546             | 11月25日         | 男のロマン!おそば屋さんのおつまみを家で作ろう!!                 |                       |
| #547             | 12月2日          | 冬の和定食!豚ロースの白みそ焼き&けんちん汁!!                    |                       |
| #548             | 12月9日          | 海外編!マカオ料理をガッツリ食べて学ぶ!                          |                       |
| #549             | 12月16日         | マカオの家庭料理を地元のおかあさんから学ぶ!                     |                       |
| #550             | 12月23日         | マカオ料理をご家庭で!アフリカンチキン&ミンチィ!!                |                       |

### 2019年
| 2019年の放送内容 | 2019年の放送内容   | 2019年の放送内容 | 2019年の放送内容 |
| 放送 回数        | 放送日 （TX）      | サブタイトル | 備考 |
| ---------------- | ------------------ | --- | --- |
| #551             | 1月2日 16:00-17:55 | 浅野忠信・黒木華・岡村隆史が登場!!新春2時間スペシャル 黒木華（黒木家特製餃子、簡単！本格グリーンカレー） 浅野忠信（治部煮、豚肉の豚肉のしょうが照り焼き、ごまみそ汁） 簡単!ホットプレートメニュー （豚バラ肉のマキマキ、黒木家特製お好み焼き） | レジェンド松下の2019年流行グッズ （夢ゲンピーラー、スーパーストーンバリア包丁、ゴムポンつるつる） 「新春お年玉チャレンジ!」「ビリビリ3番勝負!」           |
| #552             | 1月6日             | 昨年のナンバー1料理を発表!!男子ごはんアワード2018 （①うまダレ油うどん、②大人のメンチカツカレー、③豚バラ肉とにんにくの芽のスタミナ炒め） | ハムチーズエッグトーストを紹介。 |
| #553             | 1月13日            | 冬のあったかアレンジ麺!和・洋・中の絶品3品!! （豆とごぼうの甘辛タレうどん、肉団子のみそとろみ麺、ラム肉とトマトの塩焼きそば） | イノシシグルメ （コン猪、猪餃子、猪骨ラーメン） |
| #554             | 1月20日            | この冬流行る!?酸っぱい鍋第2弾！台湾風豚バラ白菜鍋!! （スペアリブの香味蒸し、豚バラと白菜漬けの鍋） | 進化系お菓子 （桔梗信玄餅揚パン、割りしみチョコせんべい、パインバウム）                                                                                   |
| #555             | 1月27日            | 大人も子供も楽しめる!絶品唐揚げ三品!! （すりおろし玉ねぎのカリカリ唐揚げ、パリモチ食感の香り揚げ、サクサクスペイシー唐揚げ） | ある食材専用スライサー （バナスラポン!、ケーキスライサー、モチスラ）                                                                                      |
| #556             | 2月3日             | 豆板ジャン・ゆず胡椒など余りがちな調味料を使ったレシピ第2弾! （砂肝と長芋のゆずこしょう炒め、冬瓜とかぼちゃの豆板醤肉みそがけ、カレイのコチュジャン煮）                                                                                        | 最新のパクチー商品 （パクチ～すぴりっと、パクチー風呂の素、シラントロ ミント ナチュラル トゥースペースト）                                                |
| #557             | 2月10日            | 肉じゃが、茶碗蒸しなどバレンタインに喜ばれる和食4品! （海鮮茶碗蒸し、なめこと豆腐のすまし汁、焼きリンゴ、肉感たっぷり肉じゃが） | ◯◯かと思いきやグルメ3品 （マジックふりかけ、ありのまんま、みそまる）                                                                                      |
| #558             | 2月17日            | 大人気!!チャーハン&餃子企画11弾は牡蠣をまるごと使って…!? （プリップリ牡蠣餃子、青椒肉絲のあんかけチャーハン） | 人気商品を使ったカレー （チロルチョコとけこむカレー、レモン牛乳カレー、中野の都こんぶカレー）                                                             |
| #559             | 2月24日            | 宮崎のご当地グルメ!肉巻きおにぎり＆辛麺!! （肉巻きおにぎり、辛麺、宮崎県地ビール） | 宮崎県の知られざるおつまみ （おび天、梅肉たくあん、ねむらせ豆腐）                                                                                         |
| #560             | 3月3日             | 広末涼子登場!ひな祭りにも楽しめるパーティーメニュー3品!! （塩ハーブソーセージ、こども嬉しいパーティープチバーガー、みんな喜ぶ♪大人パエリア）                                                                                                   | ゲスト・広末涼子⑤ |
| #561             | 3月10日            | ホワイトデーに作ってあげたい和食!牛タン定食!! （塩牛タン焼きにナスの南蛮みそ＆きゅうりの白みそ和え、揚げ出し豆腐、牛肉のテールスープ風） | 俺たちのカレンダー2019-2020撮影会 （4月5月:花咲か爺さん、6月7月:浦島太郎、8月9月:さるかに合戦、10月11月:一休さん、12月1月:鶴の恩返し、2月3月:カチカチ山） |
| #562             | 3月17日            | 旬の山菜や貝を使って…春のおつまみスペシャル! （カリフラワーのクリームコロッケ、ホンビノス貝のレモンウイスキー蒸し、ウドとフキノトウの春サラダ）                                                                                                | 鶏のピリ辛おつまみ （鶏ぼこ、努努鶏かりんとつくね、甲州地どりトマトらー油）                                                                               |
| #563             | 3月24日            | 人気のサバ缶＆イワシ缶を使ってポテサラ・ピラフ・ラザニアを （サバ缶のピラフ、サバ缶のポテトサラダ、イワシ缶のラザニア） | 白熱ゲーム （フィンガーハンマーキング、AMAZING ROULETTE、パイフェイス）                                                                                   |
| #564             | 3月31日            | タコに新じゃがに菜の花!旬の食材を使った春の和定食!! （タコ飯、新じゃがのしょうゆバターがらめ、菜の花と油揚げのみそ汁、鶏肉の梅肉みぞれ煮） | 新感覚かまぼこ3品 （島根県・いかかまぼこ、鳥取県・ながいもかまぼこ、兵庫県・鱧皮かまぼこ）                                                                |
| #565             | 4月7日             | 春の定番祭り!第一弾は定番の丼モノ3品!! （牛丼、鶏そぼろ丼、親子丼） | 「男子ごはんの本 その11」告知。 俺たちの枝豆作り:「おつな姫」紹介。                                                                                       |
| #566             | 4月14日            | 『男子ごはんの本 その11』発売記念！春夏秋冬のオススメレシピ （ホットプレート企画たこ焼き2種、カリカリ鶏のチャンプルー、牛肉の麻辣チャーハン、すりおろし玉ねぎのカリカリ唐揚げ）                                                                | 「男子ごはんの本 その11」告知。 |
| #567             | 4月21日            | 春の定番祭り第二弾!定番のパスタ3品!! （カルボナーラ、ミートソース、豚と小松菜の和風しょうゆパスタ） | サービスエリアの変わりダネドッグ （納豆ドッグ、栃尾の油揚げドッグ、初雁醤油のみたらし団子コッペ）                                                         |
| #568             | 4月28日            | 春の定番祭り第三弾!定番の魚料理3品!! （サバのみそ煮、メカジキの照り焼き、アジフライ） | 卓上調理器具3品 （自家製焼き鳥メーカー、360度回転ティサリーグリル、踊る！たこ焼き器）                                                                     |
| #569             | 5月5日             | 春の定番祭り第四弾!定番の炒め物料理3品!! （豚のしょうが焼き、肉野菜炒め、豚キムチ炒め） | 断面グルメ3品 （パンダ・うさぎパン、すいかのしっとりバウムクーヘン、とれたて！新鮮!?本マグロール）                                                        |
| #570             | 5月12日            | じわじわ人気の新感覚カレー!マーボーカレー!! （マーボーカレー、エリンギのエスニックニラソース） | 変わり種マヨネーズ3品 （爆MAYO、りんごマヨ、黒トリュフマヨネーズ）                                                                                        |
| #571             | 5月19日            | 行楽シーズンにオススメ!絶品ハンバーガー2品!! （スイートチリチキンカツバーガー、テリヤキ月見バーガー、青のり一味フライドポテト＆オニオンリング）                                                                                                | 進化した食べるラー油3品 （静岡県・食べる鰻のラー油、新潟県・柿の種のオイル漬けにんにくラー油、宮城県・牛タンなかむラー油）                                |
| #572             | 5月26日            | 冷やし中華はじめました!絶品アレンジ冷やし中華3品!! （トマトのカッペリーニ風冷やし中華、黒酢冷やし中華、豆乳煮干し冷やし中華） | 変わり種こんにゃくグルメ3品 （こんにゃくアイス、黒豆風こんにゃく、山くらげこんにゃく）                                                                    |
| #573             | 6月2日             | 男のロマン!おそば屋さんのおつまみ第2弾!! （茶碗蒸し風だし巻き、かまぼこの梅肉のりわさび和え、鴨肉の山賊焼き） | 男のロマンが詰まった2人の調理器具3品 （鍋、包丁、買ったはいいものの使っていない道具）                                                                     |
| #574             | 6月9日             | スタミナ定食でジメジメした梅雨を乗り切ろう!! （砂肝のとろろポン酢、オクラとしょうがのスープ、牛カルビ丼のオレンジソースがけ） | 和歌山県の変わり種洋風梅干し3種 （トマト梅、オリーブオイルしらら、梅チーズトリュフ仕立て）                                                                |
| #575             | 6月16日            | 三重県の郷土料理&絶品B級グルメ3品! （亀山みそ焼きうどん、手ごね寿司、手ごねだし茶漬け） | 三重県の知られざる海鮮おつまみ3品 （紀北町・鮪の卵、うつぼの唐揚げ、南伊勢町・まんぼうくん）                                                              |
| #576             | 6月23日            | 最強コンビ!チャーハン&餃子を意外な食材で… （枝豆と高菜のジューシー餃子、桜エビと塩昆布の和風チャーハン） | にんにくの進化系グルメ3品 （ジャッツ!タッコーラ、にんにくとうふ、黒にんにくゼリー）                                                                       |
| #577             | 6月30日            | キャンプ料理をまるごとプロデュース！昼も夜も楽しめるBBQ! （塩レモン焼きそば、トマトライス＆豪快ミートボール、アヒージョ） | 2人のこだわりキャンプグッズ （国分：GS Touring Chair、Hudson Bay Axe／栗原:ビーコンライトLED、火打石セット）                                              |
| #578             | 7月7日             | 女性でも手軽に楽しめるバーベキュー! （鯛とハーブのオーブン蒸し、豚バラ肉の塊焼き） | 外ごはんスタイリスト・風森美絵さん登場。 子どもと楽しめるBBQスイーツ：丸ごとりんごのシナモンケーキ作り                                                    |
| #579             | 7月14日            | トマト!ズッキーニ!ナス!夏野菜を美味しく食べよう!!第3弾 （浅漬けカポナータ、ナスの冷やし麺風香味ダレ、みょうがの肉巻き） | 変わりダネドレッシング3品 （乳酸菌フルーツドレッシング果実の美学、浜名湖うなぎドレッシング、納豆どれっしんぐ）                                            |
| #580             | 7月21日            | 夏はエスニック！ガパオライス＆トムカーガイ!! | 変り種サイダー3品 （北海道サイダースパークリング・トマト、三戸ジョミサイダー、秩父名物メープルサイダー）                                                  |
| #581             | 7月28日            | ビールに合う夏のおつまみ&“俺たちの枝豆”大収穫!! （鶏ひきと梅肉の青じそはさみ揚げ、枝豆の花椒炒め、カリカリチキンのナスごまみそダレがけ） | 俺たちの枝豆作り:「おつな姫」収穫。 |
| #582             | 8月4日             | 暑い季節にはコレ！夏のぶっかけメシ特集第三弾!! （鶏ひき肉とザーサイの即席冷やしクッパ、焼き鮭とクリームチーズののっけ飯、じゃことニラのカリカリぶっかけ飯）                                                                                    | 変わり種麺3品 （わかめ麺、ハモそうめん、カレー麺） |
| #583             | 8月11日            | 夏だって鍋が食べたい!夏の冷やし鍋!! | キッチンの便利グッズ3品 （ベジシャキ ダイちゃんキャロちゃん、ちょいおきリーフ、ママの手 ラップ用アーム）                                                  |
| #584             | 8月18日            | 夏の梅肉チキンカレー&ナスの梅肉スープ | 夏休みの宿題に困っている子ども必見：カラフル焼きそば |
| #585             | 8月25日            | 夏のチャーハン&餃子特集!! | 2013年12月放送:ピリ辛レタスチャーハン＆ツナ餃子 2016年11月放送:カツオのなまり節チャーハン＆エビ餃子                                                       |
| #586             | 9月1日             | 夏の終わりに余ったそうめんをアレンジ!アレンジそうめん第4弾! （タイとディルの冷製そうめん、エビと鶏ひきしんじょうのそうめん揚げ、ニラと桜エビの混ぜそうめん）                                                                                   | 新しい味のグミ3品 （ローズマリーグミcaor、Tapioca Milk Tea グミ、キョウトグミ）                                                                           |
| #587             | 9月8日             | もうすぐ食欲の秋!鉄鍋できのこたっぷりハンバーグ!! （和風きのこハンバーグ、きのこの白こしょうスープ） | 変わり種きのこグルメ3品 （椎茸アイスもなか、そのままたべるきんこ。、椎茸マドレーヌ）                                                                      |
| #588             | 9月15日            | 鮭・レンコン・ナス…旬の食材を使って秋の和定食を作ろう!! （鮭のフライ和風タルタル、レンコンのお吸いもの、ナスとししとうのおろしポン酢和え） | |
| #589             | 9月22日            | 蒼井優と作る!女性も大好きな秋のおつまみ!! （香菜とシラスのエスニックサラダ、茹で豚の麻辣ソースがけ、バルサミコ酢チキンのアボカドディップのせ）                                                                                                 | ゲスト・蒼井優⑨ |
| #590             | 9月29日            | ホットプレートで作る!大人も子供も楽しめるチーズ料理!! （ピーマンとチーズの豚ロース焼き、イワシのチーズ焼き、きのこチーズリゾット） | 変わったチーズケーキ3品 （かまぼこ屋さんのチーズケーキ、黒まるは老舗の竹炭のチーズケーキ、湖のくにの生チーズケーキ淡麗）                                  |
| #591             | 10月6日            | お家で作れる魚介を使ったイタリアン! （本格ペスカトーレ、メカジキのソテー簡単ジェノベーゼソース） | インスタ映え間違いなし!カラフルグルメ3品 （鎌倉山ラスク、クアトロえびチーズ、ローズギョウザガーデン）                                                     |
| #592             | 10月13日           | サバ缶を使ったクリームコロッケ&オープンサンド&カレーうどん | トーストに合う絶品スプレッド3品 （ナスのスプレッド、柿の種のオイル漬けピーナッツバター、越前蟹味噌バター）                                                |
| #593             | 10月20日           | 簡単!中華料理3連発!!エビチリ・回鍋肉・豆苗の青菜炒め!! | 紫色の変わり種野菜3品 （静むらさき、バナナハート、シャドークイーン）                                                                                      |
| #594             | 10月27日           | 茨城県のご当地ごはん!スタミナラーメン＆納豆とんかつ!! （納豆トンカツ、心平流スタミナラーメン） | 茨城県の定番グルメ3品 （凍みこんにゃく、ミソピーナツ、梅&ヨーグルト）                                                                                     |
| #595             | 11月3日            | 酸味の効いた鍋 第3弾!鶏のゆずしょうがみぞれ鍋!! （鶏のゆずしょうがみぞれ鍋、長芋ポン酢やっこ） | 11月10日は断酒宣言の日4品 （ヘイ!ボール、小鶴ゼロ、ヴィンテンス・シャルドネ:白、ヴィンテンス・メルロー:赤）                                               |
| #596             | 11月10日           | 男のロマンシリーズ!花椒を使いこなせる男になろう!! （豚の花椒角煮、辣白菜、砂肝の花椒炒め） | 男のロマングッズ3品 （トイレットペーパーブラスター、レトロアーケード、妄想マッピングTシャツ）                                                             |
| #597             | 11月17日           | 秋のバーベキュー!豚肩ロースの塩釜焼き＆刺身の燻製!! （＋超簡単！男前朝食） | A-sukeさんオススメグッズ3品 （キャンプクッカー、ヘキサゴンウッドストーブ、男前グリルプレート）                                                            |
| #598             | 11月24日           | 秋のバーベキュー（2）!人気のキャンプアイテムを使いこなそう!! （オイルサーディンのオムレツごはん、超簡単!プデチゲ＋BBQ太一レシピ第2弾「やっぱり我慢できない!」）                                                                                | 太一くんこだわりのキャンプグッズ3品 （テーブルにもなる収納ボックス、焚き木割りグッズ、ランタン）                                                          |
| #599             | 12月1日            | ごぼう!レンコン!カブ!旬の根菜を美味しく食べよう!! （とろとろ食感!豚巻きれんこんもちカブ、手羽先の甘酢煮、栗原家の牛ごぼう） | カニを使った絶品おつまみ3品 （Deep Sea Red Crab 干し蟹、かにみそとうふ、蟹の珠）                                                                          |
| #600             | 12月8日            | チャーハン&餃子をイタリアン風に! （イタリアンチャーハン、トマチー餃子） | 変わりダネクラッカー3品 （ビール瓶クラッカー、祝樽ビッグ、スーパーゴールドクラッカー）                                                                    |
| #601             | 12月15日           | 旬の食材を使った和定食2019!カキフライ定食!! （和風カキフライ、塩焼きぶりの混ぜごはん、長芋とインゲンの梅煮、ほうれん草と油揚げのみそ汁） | |
| #602             | 12月22日           | クリスマス料理総集編 | |

### 2020年
| 2020年の放送内容 | 2020年の放送内容 | 2020年の放送内容                                                                    | 2020年の放送内容 | 2020年の放送内容     |
| 放送回数         | 放送日（TX）     | サブエピソード                                                                      | メニュー | 付合                 |
| ---------------- | ---------------- | ----------------------------------------------------------------------------------- | --- | -------------------- |
| #603             | 1月5日           | 男子ごはんinスペイン                                                                | |                      |
| #604             | 1月12日          | 男子ごはんアワード                                                                  | |                      |
| #605             | 1月19日          |                                                                                     | （チキンカツカレー、簡単トマトスープ）                                                                                           |                      |
| #606             | 1月26日          | 冬のおつまみ3種                                                                     | （紅しょうがととろろの磯辺揚げ、ポテタラオムレツ、大根とイワシの旨煮）                                                           |                      |
| #607             | 2月2日           | アレンジ麺祭り第8弾                                                                 | （鶏とつまみ菜のとろみうどん、しいたけと豚の豆乳ラーメン、辛子あんぶっかけそば）                                                 |                      |
| #608             | 2月9日           |                                                                                     | （トマトしょうゆ鍋、チョコレートプリン）                                                                                         |                      |
| #609             | 2月16日          | 中華点心3種                                                                         | （肉シュウマイ/揚げ春巻き/エビ蒸し餃子）                                                                                         |                      |
| #610             | 2月23日          | 47都道府県ご当地ごはん                                                              | （心平流えびめし、チーズデミグラスカツ丼）                                                                                       |                      |
| #611             | 3月1日           | 春の和定食                                                                          | （サワラのフキノトウみそ/みょうがの甘酢漬け、たけのこごはん、穂じそのしょうゆ漬け/ハマグリのお吸い物、ホタテとおかひじきのぬた） |                      |
| #612             | 3月8日           |                                                                                     | （ブロッコリーとタラとひよこ豆のバジルクリームパスタ、サルティンボッカ）                                                         |                      |
| #613             | 3月15日          |                                                                                     | イワシの酢漬け/チキンクロケット/豚ひきバーグとチーズのピンチョス                                                                 |                      |
| #614             | 3月22日          | タイ料理2品                                                                         | トムヤムクン/心平流ガイヤーン |                      |
| #615             | 3月29日          | 作り置きおかずシリーズ第1弾                                                         | ナスの揚げびたし/れんこんと青じそのきんぴら/ナスとささみの和え物/れんこんハンバーグ                                              |                      |
| #616             | 4月5日           | 春の定番祭り!その1 卵料理                                                           | 卵チャーハン/茹で卵/オムレツ/だし巻き卵                                                                                          |                      |
| #617             | 4月12日          | 春の定番祭り!その2 肉料理                                                           | ポークチーズソテー/牛ステーキ/チキンソテー                                                                                       |                      |
| #618             | 4月19日          | ｢男子ごはんの本 その12出版記念｣                                                     | |                      |
| #619             | 4月26日          | 春の定番祭り!その3 パスタ                                                           | たらこスパゲッティ/ペペロンチーノ/ナポリタン                                                                                     |                      |
| #620             | 5月3日           |                                                                                     | 韓国風アヒージョ/プチケランチム/そばめし/キッズクレープ                                                                          | 俺たちのパクチー作り |
| #621             | 5月10日          | GUEST アウトドアスペシャリスト A-sukeさんと一緒にキャンプ飯                         | ラムチョップのラタトゥイユ蒸し/カブのホイル焼き                                                                                  |                      |
| #622             | 5月17日          |                                                                                     | ステーキカレー/もう我慢しなくていいんだよ!（絶品アヒージョ）（太一レシピ）                                                       |                      |
| #623             | 5月24日          | ｢元気モリモリ!スタミナ料理特集｣                                                     | |                      |
| #624             | 5月31日          | ｢鶏肉と中華麺を使ったアレンジ麺特集｣                                                | |                      |
| #625             | 6月7日           | リモート男子ごはん                                                                  | レタスチャーハン/ししとう餃子/餃子の皮ピザ/黒酢団子                                                                              |                      |
| #626             | 6月14日          | リモート男子ごはん                                                                  | しらすと紫玉ねぎのアーリオ・オーリオ風冷やし中華/和風あんかけ夏野菜冷やし中華                                                    |                      |
| #627             | 6月21日          | ゲスト広末涼子さんをお迎えして、広末さん特製のお料理を披露                          | かんたん! さっぱり春巻き/広末さん家のからあげ/佃煮の白和え/佃煮の和風ドリア                                                      |                      |
| #628             | 6月28日          | ビールに合う 夏のおつまみ3種                                                        | たたききゅうりの紹興酒漬け/イワシの梅煮風かばやき/サバ缶ハッシュドポテト                                                         | 俺たちのパクチー作り |
| #629             | 7月5日           | 焼き豚まぶし定食                                                                    | 焼き豚重/長芋の梅和え/ニラ辛/にんにくスープ                                                                                      |                      |
| #630             | 7月12日          | 男のロマンシリーズ!第23弾｢青唐辛子｣/青唐辛子を使った旨辛絶品料理3種                 | 青唐辛子の豚肉チーズ巻き/ししゃもの青唐ソースだれ/青唐辛子と野沢菜のポテトサラダ                                                 |                      |
| #631             | 7月19日          |                                                                                     | ズッキーニのミルフィーユ焼き/トマトの野菜タルタルソース/ゴーヤの肉巻きフライ                                                     |                      |
| #632             | 7月26日          | 47都道府県ご当地ごはん第10弾 山梨県編                                               | 揚げ出しうどん/甲府鳥もつ煮 |                      |
| #633             | 8月2日           |                                                                                     | セミドライトマトのアーリオ・オーリオ/パプリカの肉詰め/自家製セミドライトマト                                                     |                      |
| #634             | 8月9日           |                                                                                     | 漬け刺身のっけTKG/鯛みその冷やし麦茶漬け/焼き豚トロとニラのぶっかけ飯                                                            |                      |
| #635             | 8月16日          |                                                                                     | サバ缶タルタル/焼き鳥ときゅうりの納豆和え (太一くんレシピ)/焼き鳥缶のスパゲッティグラタン                                        |                      |
| #636             | 8月23日          | ｢ビールに合う特製おつまみ｣                                                          | |                      |
| #637             | 8月30日          |                                                                                     | 豚肉とたけのこのお酢煮そうめん/豚トロカレーそうめん/ひき肉ともやしの卵焼きそうめん                                               |                      |
| #638             | 9月6日           |                                                                                     | トラユーダ/セビーチェ |                      |
| #639             | 9月13日          | 作り置きおかずシリーズ第2弾                                                         | 鮭の南蛮漬け/ひじきとキクラゲのごま和え/冷やし中華/バインミー風バケットサンド                                                    |                      |
| #640             | 9月20日          |                                                                                     | カニ玉/エビマヨ/牛肉とキノコの中華風スープ                                                                                       |                      |
| #641             | 9月27日          | ビストロみたいな料理を作ろう!第1弾                                                  | チキンジュレ タプナードソース/白身魚のポワレ シャンピ二オンソース/牛肉のコートレット バルサミコソース                            |                      |
| #642             | 10月4日          | 秋の和定食                                                                          | 豚ヒレと秋野菜のしょうが煮/春菊のごま酢和え/揚げカブのお吸い物                                                                   |                      |
| #643             | 10月11日         | 昭和の洋食屋さんメニュー 第5弾                                                      | デミグラス煮込みハンバーグ 焼きマッシュポテト/ホッケとエビのクラムチャウダー/トマトとヒラタケのマリネ                            | リボベジに挑戦!      |
| #644             | 10月18日         |                                                                                     | カツオのカルパッチョ オニオンソース/カキのグラタン/イカのフリット                                                                |                      |
| #645             | 10月25日         | 47都道府県ご当地ごはん 第11弾兵庫県編                                               | 明石焼き/カリカリ玉ねぎと鯛のリゾット                                                                                            |                      |
| #646             | 11月1日          |                                                                                     | 牛肉とほうれん草の焼きチーズカレー/じゃがいものポタージュ                                                                        |                      |
| #647             | 11月8日          | ゲストにイノッチこと、井ノ原快彦さんをお迎えしての男子ごはん、イノッチの得意料理も! | このキムチ、納豆く行かない (納豆キムチの油揚げ挟み焼き) (イノッチレシピ)/やっぱ卵焼きでショウガ! (イノッチレシピ)/アラビアータ   |                      |
| #648             | 11月15日         |                                                                                     | みそ漬け豚バラのチャーハン/みそ担々餃子                                                                                          |                      |
| #649             | 11月22日         |                                                                                     | 豚スペアリブと肉団子のちゃんこ鍋 シメのちゃんこラーメン/みそだれチキンカツ                                                       |                      |
| #650             | 11月29日         |                                                                                     | 長芋の磯辺焼き/れんこんと豚トロの炒め物/にんじんのコンフィ                                                                       |                      |
| #651             | 12月6日          | 男のロマンシリーズ!第24弾 ｢バター｣                                                  | 3種のハーブバター/チキンソテーハーブバターのせ/生マッシュルームのバターパスタ/バターポークカツ                                   |                      |
| #652             | 12月13日         | 冬の和定食                                                                          | 揚げ出しタラのゆず風味煮込み/冬瓜のさっぱりお椀/みそダラ/おかひじきのおひたし                                                    |                      |
| #653             | 12月20日         |                                                                                     | 焼き和そばのカレーつけめん/みそモツ焼きうどん/青唐辛子としょうがの旨辛中華麺                                                     |                      |

### 2021年
| 2021年の放送内容 | 2021年の放送内容 | 2021年の放送内容                     | 2021年の放送内容 | 2021年の放送内容 |
| ---------------- | ---------------- | ------------------------------------ | --- | ---------------- |
| 放送回数         | 放送日 （TX）    | サブエピソード                       | メニュー | 付合             |
| #654             | 1月3日           | 新春90分スペシャルin初島             | ねぎシャモ鍋/シメのシャモ南蛮そば/カニ玉/ラムのグリル/連子鯛の酢じめ/ヒメの天ぷら/甘鯛の松笠焼き/チーズポテト/トリュフ卵かけごはん/我慢してても食べちゃうでしょ? (絶品アヒージョ) (太一くんレシピ) |                  |
| #655             | 1月10日          | ｢男子ごはんアワード2020｣             | |                  |
| #656             | 1月17日          | 昭和の洋食屋さんメニュー第6弾        | コロッケ2種/豚汁 |                  |
| #657             | 1月24日          | 熱燗に合う 冬のおつまみ3種           | 煎り酒で食べる白身魚のお刺身/揚げ焼き豆腐の辛味大根のせ/昆布だしあんのエビしんじょう |                  |
| #658             | 1月31日          |                                      | ピリ辛ユッケジャン鍋/シメの納豆おじや/春雨と岩海苔のサラダ/太一本気レシピ ブリの韓国風カルパッチョ (太一くんレシピ)                                                                                |                  |
| #659             | 2月7日           | ビストロみたいな料理を作ろう!第2弾   | カキのオイル煮 サワーソースを添えて/豚肉とベーコンのモッツァレラチーズロール れんこんピューレ/チョコオレンジソースのブランマンジェ                                                                 |                  |
| #660             | 2月14日          |                                      | 麻婆春雨/セロリの紹興酒漬け/太一本気レシピ 豚ひき肉と豆腐の高菜スープ (太一くんレシピ) |                  |
| #661             | 2月21日          | 47都道府県ご当地ごはん第12弾宮城県編 | せり鍋/シメの和そば/はらご飯 |                  |
| #662             | 2月28日          |                                      | |                  |
| #663             | 3月7日           |                                      | |                  |
| #664             | 3月14日          |                                      | |                  |
| #665             | 3月21日          |                                      | |                  |
| #666             | 3月28日          |                                      | |                  |
| #667             | 4月4日           |                                      | |                  |
| #668             | 4月11日          |                                      | |                  |
| #669             | 4月18日          |                                      | |                  |
| #670             | 4月25日          |                                      | |                  |
| #671             | 5月2日           |                                      | |                  |
| #672             | 5月9日           |                                      | |                  |
| #673             | 5月16日          |                                      | |                  |
| #674             | 5月23日          |                                      | |                  |
| #675             | 5月30日          |                                      | |                  |
| #676             | 6月6日           |                                      | |                  |
| #677             | 6月13日          |                                      | |                  |
| #678             | 6月20日          |                                      | |                  |
| #679             | 6月27日          |                                      | |                  |
| #680             | 7月4日           |                                      | |                  |
| #681             | 7月11日          |                                      | |                  |
| #682             | 7月18日          |                                      | |                  |
| #683             | 7月25日          |                                      | |                  |
| #684             | 8月1日           |                                      | |                  |
| #685             | 8月8日           |                                      | |                  |
| #686             | 8月15日          |                                      | |                  |
| #687             | 8月22日          |                                      | |                  |
| #688             | 8月29日          |                                      | |                  |
| #689             | 9月5日           |                                      | |                  |
| #690             | 9月12日          |                                      | |                  |
| #691             | 9月19日          |                                      | |                  |
| #692             | 9月26日          |                                      | |                  |
| #693             | 10月3日          |                                      | |                  |
| #694             | 10月10日         |                                      | |                  |
| #695             | 10月17日         |                                      | |                  |
| #696             | 10月24日         |                                      | |                  |
| #697             | 10月31日         |                                      | |                  |
| #698             | 11月7日          |                                      | |                  |
| #699             | 11月14日         |                                      | |                  |
| #700             | 11月21日         |                                      | |                  |
| #701             | 11月28日         |                                      | |                  |
| #702             | 12月5日          |                                      | |                  |
| #703             | 12月12日         |                                      | |                  |
| #704             | 12月19日         |                                      | |                  |
| #705             | 12月26日         |                                      | |                  |

### 2022年
| 2022年の放送内容 | 2022年の放送内容   | 2022年の放送内容        | 2022年の放送内容 | 2022年の放送内容 |
| ---------------- | ------------------ | ----------------------- | ---------------- | ---------------- |
| 放送回数         | 放送日 (TX)        | サブエピソード          | メニュー         | 付合             |
| #706             | 1月2日 12:30-14:00 | 新春厳選食材スペシャル! |                  |                  |
| #707             | 1月9日             |                         |                  |                  |
| #708             | 1月16日            |                         |                  |                  |
| #709             | 1月23日            |                         |                  |                  |
| #710             | 1月30日            |                         |                  |                  |
| #711             | 2月6日             |                         |                  |                  |
| #712             | 2月13日            |                         |                  |                  |
| #713             | 2月20日            |                         |                  |                  |
| #714             | 2月27日            |                         |                  |                  |
| #715             | 3月6日             |                         |                  |                  |
| #716             | 3月13日            |                         |                  |                  |
| #717             | 3月20日            |                         |                  |                  |
| #718             | 3月27日            |                         |                  |                  |
| #719             | 4月3日             |                         |                  |                  |
| #720             | 4月10日            |                         |                  |                  |
| #721             | 4月17日            |                         |                  |                  |
| #722             | 4月24日            |                         |                  |                  |
| #723             | 5月1日             | ホットプレート企画      |                  |                  |
| #724             | 5月8日             |                         |                  |                  |
| #725             | 5月15日            |                         |                  |                  |
| #726             | 5月22日            |                         |                  |                  |
| #727             | 5月29日            |                         |                  |                  |
| #728             | 6月5日             |                         |                  |                  |
| #729             | 6月12日            |                         |                  |                  |
| #730             | 6月19日            |                         |                  |                  |
| #731             | 6月26日            |                         |                  |                  |
| #732             | 7月3日             |                         |                  |                  |
| #733             | 7月10日            |                         |                  |                  |
| #734             | 7月17日            |                         |                  |                  |
| #735             | 7月24日            |                         |                  |                  |
| #736             | 7月31日            |                         |                  |                  |
| #737             | 8月7日             |                         |                  |                  |
| #738             | 8月14日            |                         |                  |                  |
| #739             | 8月21日            |                         |                  |                  |
| #740             | 8月28日            |                         |                  |                  |
| #741             | 9月4日             |                         |                  |                  |
| #742             | 9月11日            |                         |                  |                  |
| #743             | 9月18日            |                         |                  |                  |
| #744             | 9月25日            |                         |                  |                  |
| #745             | 10月2日            |                         |                  |                  |
| #746             | 10月9日            |                         |                  |                  |
| #747             | 10月16日           |                         |                  |                  |
| #748             | 10月23日           |                         |                  |                  |
| #749             | 10月30日           |                         |                  |                  |
| #750             | 11月6日            |                         |                  |                  |
| #751             | 11月13日           |                         |                  |                  |
| #752             | 11月20日           |                         |                  |                  |
| #753             | 11月27日           |                         |                  |                  |
| #754             | 12月4日            |                         |                  |                  |
| #755             | 12月11日           |                         |                  |                  |
| #756             | 12月18日           |                         |                  |                  |
| #757             | 12月25日           |                         |                  |                  |

### 2023年
| 2023年の放送内容 | 2023年の放送内容   | 2023年の放送内容                       | 2023年の放送内容                                                                   | 2023年の放送内容 |
| ---------------- | ------------------ | -------------------------------------- | ---------------------------------------------------------------------------------- | ---------------- |
| 放送回数         | 放送日 (TX)        | サブエピソード                         | メニュー                                                                           | 付合             |
| #758             | 1月3日 12:30-14:00 |                                        |                                                                                    |                  |
| #759             | 1月8日             |                                        |                                                                                    |                  |
| #760             | 1月15日            |                                        |                                                                                    |                  |
| #761             | 1月22日            |                                        |                                                                                    |                  |
| #762             | 1月29日            |                                        |                                                                                    |                  |
| #763             | 2月5日             |                                        |                                                                                    |                  |
| #764             | 2月12日            |                                        |                                                                                    |                  |
| #765             | 2月19日            |                                        |                                                                                    |                  |
| #766             | 2月26日            |                                        |                                                                                    |                  |
| #767             | 3月5日             |                                        |                                                                                    |                  |
| #768             | 3月12日            |                                        |                                                                                    |                  |
| #769             | 3月19日            |                                        |                                                                                    |                  |
| #770             | 3月26日            |                                        |                                                                                    |                  |
| #771             | 4月2日             |                                        |                                                                                    |                  |
| #772             | 4月9日             |                                        |                                                                                    |                  |
| #773             | 4月16日            |                                        |                                                                                    |                  |
| #774             | 4月23日            |                                        |                                                                                    |                  |
| #775             | 4月30日            |                                        |                                                                                    |                  |
| #776             | 5月7日             |                                        |                                                                                    |                  |
| #777             | 5月14日            |                                        |                                                                                    |                  |
| #778             | 5月21日            |                                        |                                                                                    |                  |
| #779             | 5月28日            |                                        |                                                                                    |                  |
| #780             | 6月4日             |                                        |                                                                                    |                  |
| #781             | 6月11日            |                                        |                                                                                    |                  |
| #782             | 6月18日            |                                        |                                                                                    |                  |
| #783             | 6月25日            |                                        |                                                                                    |                  |
| #784             | 7月2日             |                                        |                                                                                    |                  |
| #785             | 7月9日             |                                        |                                                                                    |                  |
| #786             | 7月16日            |                                        |                                                                                    |                  |
| #787             | 7月23日            |                                        |                                                                                    |                  |
| #788             | 7月30日            |                                        |                                                                                    |                  |
| #789             | 8月6日             |                                        |                                                                                    |                  |
| #790             | 8月13日            |                                        |                                                                                    |                  |
| #791             | 8月20日            |                                        |                                                                                    |                  |
| #792             | 8月27日            | 暑い日に食べたい！ひんやり料理 厳選5品 |                                                                                    |                  |
| #793             | 9月3日             | 残暑を乗り切るぶっかけ飯               | 梅かつお炭酸ぶっかけ飯、鶏むね肉ときなこのぶっかけ飯、 ライタ風ぶっかけ飯          |                  |
| #794             | 9月10日            | きのこづくし！秋のおつまみ             | 舞茸のサクサク揚げ、 しめじと豚肉の粒マスタード炒め、しいたけの網焼きピリ辛ソース  |                  |
| #795             | 9月17日            | お家で簡単！月見ごはん                 | 大根のすまし汁 水菜のあっさり漬け、 鶏つくねの月見丼                               |                  |
| #796             | 9月24日            | 白いごはんに合うシリーズ第14弾         | ピリ辛レバニラ炒め、 中華風冷奴、 かきたまスープ                                   |                  |
| #797             | 10月1日            | 秋の和定食                             | 塩サバ ナスと穂ジソの炒めダレ、さつまいものいも汁 エリンギの焼きびたし、混ぜごはん |                  |
| #798             | 10月8日            | 作り置き第6弾 万能魚フレーク           | 鮭フレーク ブロッコリー炒め ピザ 焼き飯 ポテトサラダ                               |                  |

- 2009年4月18日（テレビ東京）に番組1周年と「太一×ケンタロウ 男子ごはんの本」の出版化を記念した「太一×ケンタロウ 男子ごはん パーフェクトガイド」が放送された。
- 2010年4月17日（テレビ東京）に番組2周年と「太一×ケンタロウ 男子ごはんの本 その2」の出版化を記念した「太一×ケンタロウ 男子ごはん パーフェクトガイド その2」が放送された。
- 2010年10月5日（テレビ東京）およびテレビ東京系列局)に特別編として「太一×ケンタロウ よるの男子ごはん〜秋の夜長のおつまみ3品スペシャル〜」がバラエティ7枠で放送された。
- 2011年4月30日（テレビ東京）に番組3周年と「太一×ケンタロウ 男子ごはんの本 その3」の出版化を記念した「太一×ケンタロウ 男子ごはん パーフェクトガイド その3」が放送された。
- 2012年4月28日（テレビ東京）に番組4周年と「太一×ケンタロウ 男子ごはんの本 その4」の出版化を記念した「太一×ケンタロウ 男子ごはん パーフェクトガイド その4」が放送された。
- 2013年4月20日（テレビ東京）に番組5周年と「男子ごはんの本 その5」の出版化を記念した「男子ごはん その5 パーフェクトガイド」が放送された。
- 2014年4月19日（テレビ東京）に番組6周年と「男子ごはんの本 その6」の出版化を記念した「男子ごはん その6 パーフェクトガイド」が放送された。

## ネット局と放送時間
現在の放送時間は、番組公式サイト「放送局情報」を参照。
［字］は、字幕放送対応。

### 現在のネット局
| 放送対象地域   | 放送局                      | 系列           | 放送日時              | ネット状況 | 放送開始日     | 備考                      |
| -------------- | --------------------------- | -------------- | --------------------- | ---------- | -------------- | ------------------------- |
| 関東広域圏     | テレビ東京（TX）［字］      | テレビ東京系列 | 日曜 11:00 - 11:30    | 制作局     | 2008年4月20日  | [ ※ 1 ]                   |
| 北海道         | テレビ北海道（TVh）［字］   | テレビ東京系列 | 日曜 11:00 - 11:30    | 同時ネット | 2008年5月3日   | [ ※ 2 ] [ ※ 3 ] [ ※ 4 ]   |
| 大阪府         | テレビ大阪（TVO）［字］     | テレビ東京系列 | 日曜 11:00 - 11:30    | 同時ネット | 2008年4月26日  | [ ※ 5 ] [ ※ 6 ]           |
| 和歌山県       | テレビ和歌山（WTV）［字］   | 独立局         | 日曜 11:00 - 11:30    | 同時ネット | 2009年4月4日   | [ ※ 7 ]                   |
| 青森県         | 青森放送（RAB）［字］       | 日本テレビ系列 | 日曜 11:40 - 12:10    | 遅れネット | 2008年10月5日  | [ ※ 8 ] [ ※ 9 ]           |
| 宮城県         | ミヤギテレビ（MMT）         | 日本テレビ系列 | 日曜 5:45 - 6:15      | 遅れネット | 2013年9月8日   | [ ※ 10 ] [ ※ 11 ] [ ※ 9 ] |
| 福島県         | 福島中央テレビ（FCT）［字］ | 日本テレビ系列 | 土曜 9:30 - 10:00     | 遅れネット | 2008年10月5日  | [ ※ 12 ] [ ※ 9 ]          |
| 鳥取県・島根県 | 日本海テレビ（NKT）         | 日本テレビ系列 | 第3金曜 10:55 - 11:25 | 遅れネット | 2009年10月20日 | [ ※ 13 ] [ ※ 9 ]          |
| 山形県         | さくらんぼテレビ（SAY）     | フジテレビ系列 | 水曜 10:20 - 10:50    | 遅れネット | 2018年10月6日  | [ ※ 14 ]                  |
| 新潟県         | NST新潟総合テレビ（NST）    | フジテレビ系列 | 金曜 13:50 - 14:20    | 遅れネット | 2009年4月9日   | [ ※ 16 ]                  |
| 奈良県         | 奈良テレビ（TVN）           | 独立局         | 火曜 10:00 - 10:30    | 遅れネット | 2009年4月4日   | [ ※ 17 ]                  |
| 滋賀県         | びわ湖放送（BBC）           | 独立局         | 金曜 12:00 - 12:30    | 遅れネット | 2009年10月12日 | [ ※ 18 ]                  |
| 三重県         | 三重テレビ（MTV）           | 独立局         | 土曜 14:00 - 14:30    | 遅れネット | 2018年4月7日   |                           |

### 不定期ネット局
| 放送対象地域 | 放送局                    | 系列           | 放送開始日    | 備考     |
| ------------ | ------------------------- | -------------- | ------------- | -------- |
| 山口県       | 山口放送（KRY）           | 日本テレビ系列 | 2009年6月14日 | [ ※ 19 ] |
| 宮崎県       | 宮崎放送（mrt）           | TBS系列        | 2011年5月30日 | [ ※ 20 ] |
| 岩手県       | 岩手めんこいテレビ（mit） | フジテレビ系列 | 2017年4月10日 | [ ※ 21 ] |
| 愛媛県       | テレビ愛媛（EBC）         | フジテレビ系列 | （不明）      |          |

### 過去のネット局
| 放送対象地域   | 放送局                    | 系列           | 放送日時                     | 放送期間                       |
| -------------- | ------------------------- | -------------- | ---------------------------- | ------------------------------ |
| 愛知県         | テレビ愛知（TVA）         | テレビ東京系列 | 火曜 0:30 - 1:00（月曜深夜） | 2008年7月12日 - 2025年6月17日  |
| 岡山県・香川県 | テレビせとうち（TSC）     | テレビ東京系列 | 木曜 0:00 - 0:30（水曜深夜） | 2009年4月5日 - 2025年6月19日   |
| 福岡県         | TVQ九州放送（TVQ）        | テレビ東京系列 | 土曜 11:00 - 11:30           | 2008年5月4日 - 2025年6月14日   |
| 岩手県         | テレビ岩手（TVI）         | 日本テレビ系列 | 日曜 10:55 - 11:25           | 2008年10月5日 - 2016年9月25日  |
| 秋田県         | 秋田放送（ABS）           | 日本テレビ系列 | 金曜 10:55 - 11:25           | 2022年10月3日 - 2025年6月20日  |
| 山形県         | 山形放送（YBC）           | 日本テレビ系列 | 日曜 10:55 - 11:25           | 2011年8月11日 - 2013年3月31日  |
| 広島県         | 広島テレビ（HTV）         | 日本テレビ系列 | 木曜 10:25 - 10:55           | 2009年4月2日 - 2025年6月19日   |
| 宮城県         | 東北放送（tbc）           | TBS系列        | 土曜 10:55 - 11:25           | 2008年10月18日 - 2012年10月6日 |
| 大分県         | 大分放送（OBS）           | TBS系列        | 土曜 17:00 - 17:30           | 2008年10月5日 - 2025年6月21日  |
| 鹿児島県       | 南日本放送（MBC）         | TBS系列        | 土曜 17:00 - 17:30           | 2008年9月30日 - 2025年6月14日  |
| 沖縄県         | 琉球放送（RBC）           | TBS系列        | 月曜 14:55 - 15:25           | 2010年1月23日 - 2013年3月25日  |
| 静岡県         | 静岡朝日テレビ（SATV）    | テレビ朝日系列 | 土曜 12:00 - 12:30           | 2010年4月3日 - 2012年3月24日   |
| 長崎県         | テレビ長崎（KTN）         | フジテレビ系列 | 土曜 10:40 - 11:10           | 2011年10月1日 - 2012年3月24日  |
| 静岡県         | テレビ静岡（SUT）         | フジテレビ系列 | 火曜 16:50 - 17:20           | 2012年10月2日 - 2014年10月14日 |
| 長野県         | テレビ信州（TSB）         | 日本テレビ系列 | 水曜 10:25 - 10:55           | 2009年4月1日 - 12月16日        |
| 長野県         | 長野放送（NBS）           | フジテレビ系列 | 土曜 10:45 - 11:15           | 2008年5月1日 - 2025年6月14日   |
| 富山県         | 富山テレビ（BBT）         | フジテレビ系列 | 不定期放送                   |                                |
| 富山県         | チューリップテレビ（TUT） | TBS系列        | 金曜 9:55 - 10:25            | 2023年4月7日 - 2024年3月29日   |
| 石川県         | 北陸放送（MRO）           | TBS系列        | 月曜 15:58 - 16:25           | 2008年10月2日 - 2019年6月24日  |
| 石川県         | 北陸朝日放送（HAB）       | テレビ朝日系列 | 土曜 12:00 - 12:30           | 2021年4月10日 - 8月28日        |
| 熊本県         | 熊本放送（RKK）           | TBS系列        | 不定期放送                   | 2008年5月4日 - 2021年4月4日    |
| 熊本県         | くまもと県民テレビ（KKT） | 日本テレビ系列 | 土曜 11:35 - 12:05           | 2021年10月4日 - 2023年3月25日  |
| 岐阜県         | 岐阜放送（GBS）           | 独立局         | 日曜 14:00 - 14:30           | 2013年10月5日 - 2025年6月15日  |

1. ↑  2023年9月までは日曜 11:25 - 11:55。
2. ↑  2009年4月4日までは土曜 12:30 - 13:00、2011年3月27日までは日曜 11:30 - 12:00（2011年1月9日から3月20日までの間は、この番組が始まる30分前に『デイリーキッチン』が放送され、2番組連続で料理番組が組まれていた）、同年4月3日から2013年3月31日までは日曜 11:00 - 11:30に放送されていた（これまで土曜（9:15 - 10:00）に放送されていた自社制作番組『けいざいナビ北海道』が、11:30 - 12:00に枠移動するため、放送時間が繰り上がった）。そのほか、2011年10月10日（体育の日・祝日）の9:55 - 10:50に1時間スペシャル（完全版）が放送された。また、11月19日の13:25 - 13:55にも放送（これは、本来の放送予定である11月13日に『けいざいナビ北海道』の1時間スペシャルが組まれるための時間帯変更である）。2013年4月4日から同年9月25日までは水曜 12:30 - 13:00、2013年10月2日から2014年3月26日までは水曜 11:35 - 12:05、2014年4月6日から2015年9月13日までは日曜 11:00 - 11:30、2015年9月19日から2016年3月までは土曜 12:30 - 13:00、2016年4月から2017年3月までは10:30 - 11:00、2017年4月から2018年3月までは日曜 11:00 - 11:30。2018年4月1日(#512)からはテレビ東京と同時ネットに変更すると共にレギュラー放送では未実施だった字幕放送・連動データ放送を開始。
3. ↑  これまでに2012年1月1日放送（#191）の1時間スペシャルと、同年12月30日放送（#243）の「年の瀬90分スペシャル」が同時ネットで放送された（字幕放送・データ放送も実施。ただし、前者についてはデータ放送の表示はされなかった。どちらもこの日は『けいざいナビ北海道』の番組自体が休止となっている）。
4. ↑  2025年6月22日以降における差し替え番組は、テレビ東京との同時ネットは実施しない。6月22日放送分は『旅コミ北海道じゃらんdeGO!』（自社制作）の再放送に、6月29日以降は『昼めし旅 〜あなたのご飯見せてください!〜』の単発放送にそれぞれ差し替えた。
5. ↑  2011年1月22日は#135を放送。
6. ↑  2008年12月27日までは土曜 18:30 - 19:00に放送されていた。2009年1月10日から2010年12月25日までは土曜 12:30 - 13:00、2011年1月15日から同年3月27日までは土曜 15:25 - 15:55（ただし、1月15日のみ16:15 - 16:45に放送）。2011年4月2日から同年9月24日までは再び土曜 12:30 - 13:00に枠移動し、2011年10月2日より同時ネットに移行。2015年3月29日から2016年3月26日までは日曜 11:00 - 11:30の遅れネットで放送。2016年4月3日は10:30 - 11:25に#408 - #410の放送を行ない遅れ分を調整し2016年4月10日より再度同時ネットで放送していた。2017年4月2日から2018年3月18日までは日曜 11:30 - 12:00の遅れネットで放送。2018年3月25日は11:00 - 12:00に#509 - #511の放送を行ない遅れ分を調整し2018年4月1日より再度同時ネットで放送していた。2021年3月28日まで同時ネットで同年4月18日の#667からは現在の時間で遅れネットに降格した。2023年10月1日からは#795・#796を未放送のままテレビ東京と再度同時ネットとなる。
7. ↑  2019年7月までは土曜 11:30 - 12:00、2024年4月6日までは土曜 11:00 - 11:30に放送されていた。2024年4月7日からは#823を未放送のままテレビ東京と同時ネットに変更すると共に字幕放送を開始。
8. ↑  2011年4月から9月までは日曜 14:10 - 14:40、2016年9月25日までは日曜 10:55 - 11:25に放送。2011年10月からは以前の放送枠に戻ったが、2016年10月からは現在の時間で放送。
9. 1 2 3 4  遅れネットを行っている日本テレビ系列局の内、青森放送は2025年6月22日は自社制作番組に差し替えた他、6月29日は『メシドラ〜兼近&真之介のグルメドライブ〜』の30分バージョンの単発放送に差し替えた。ミヤギテレビは2025年6月22日と6月29日は『DayDay.』のコーナーである「ニッポン探し隊」の再放送に、7月6日以降は『昼めし旅 〜あなたのご飯見せてください!〜』の単発放送にそれぞれ差し替える。福島中央テレビは2025年6月21日は『ソロ活女子のススメ シーズン5』を9:30 - 10:30に2話連続で放送した他、6月28日は『メシドラ〜兼近&真之介のグルメドライブ〜』の30分バージョンの単発放送に差し替えた。日本海テレビは2025年7月18日テレビショッピングを放送する。
10. ↑  第274回（テレビ東京2013年8月4日放送分）から放送開始。
11. ↑  2013年10月6日まで日曜 10:55 - 11:25、同年10月28日から2025年3月31日までは月曜10:25-10:55に放送。
12. ↑  開始当初から2010年9月までは毎週日曜 10:25 - 10:55に放送されていた。同年10月から2011年3月20日までは日曜 10:30 - 11:00、2011年4月から同年9月までは日曜 12:45 - 13:15（『誰だって波瀾爆笑』の放送時間拡大に従う枠移動）。その後『誰だって波瀾爆笑』の放送時間縮小により、2011年10月から再度枠を移動したが2016年10月より再度移動。2020年4月より30分繰り上げ。
13. ↑  2011年6月までは毎週日曜 9:55 - 10:25、同年7月から2013年3月30日までは『所さんの目がテン!』と枠交換で、毎週土曜 17:00 - 17:30に放送されていた。『news every.』の放送時間移動に伴い、2013年4月7日より第2・3・(4)日曜 10:55 - 11:25、その後、現在の放送時間へ移動。現在は月1回の放送となっている。放送日かつ国分のコンプライアンス違反発表があった2025年6月20日は、放送時間が各局の昼のニュースの直前の時間帯であったため、通常通り放送された。
14. ↑  2020年9月26日までは土曜 11:15 - 11:45。同年9月30日からは現在の時間で放送。
15. ↑  2019年9月までは新潟総合テレビ。
16. ↑  開始当初から2009年11月5日までは木曜 14:55 - 15:25、2009年11月12日から2010年9月30日までは木曜 15:00 - 15:31、2010年10月6日から2013年3月27日までは水曜 15:00 - 15:31、2013年4月5日から2014年4月4日までは金曜 15:30 - 16:00、2014年4月10日から2015年3月12日までは木曜 15:00 - 15:30、2015年3月30日から2016年9月26日までは月曜 16:22 - 16:50、2016年10月2日から2017年3月26日までは日曜 8:30 - 9:00。2017年4月2日から4月13日までは日曜 8:30 - 9:00と木曜 16:20 - 16:50の週2回放送。2017年4月20日から木曜 16:20 - 16:50に放送。2020年3月26日に放送を打ち切っていたが、2024年4月5日に表記の時間で放送を再開。一部、未放送の回あり。2025年6月20日に各局の昼のニュースが国分のコンプライアンス違反発表を報道したことを受け、同日は急遽『昼めし旅 〜あなたのご飯見せてください!〜』の単発放送に差し替えた他、6月27日以降は『飯尾和樹のずん喫茶』（BSテレ東制作）の単発放送を放送する。
17. ↑  2009年4月から2010年3月までは土曜 9:30 - 9:59、2013年3月までは土曜 10:30 - 10:59、2014年3月までは月曜 17:30 - 18:00、2019年3月までは月曜 17:29 - 17:58、2020年3月まで月曜 17:00 - 17:30、2020年9月までは火曜 16:00 - 16:30にそれぞれ放送されていた。
18. ↑  2011年3月までは月曜 19:00 - 19:30、2013年3月までは土曜 18:00 - 18:30、2014年3月までは木曜 10:30 - 11:00、2015年3月24日までは火曜 18:27 - 18:57、2017年3月までは金曜 17:15 - 17:45、2018年12月までは火曜 10:30 - 11:00、2019年3月までは水曜 1:45 - 2:15（火曜深夜）、2019年9月までは水曜 1:15 - 1:45（火曜深夜）、2020年3月5日までは木曜 12:00 - 12:30、2020年3月12日から3月26日までは木曜 12:25 - 12:55、2021年3月までは土曜 9:30 - 10:00、2021年12月24日までは金曜 18:20 - 18:50、2022年1月7日から5月6日までは金曜 18:20 - 18:49、2022年5月14日から2023年9月23日までは土曜 9:30 - 10:00に放送されていた。2023年10月6日からは現在の時間で放送。2025年6月20日に各局の昼のニュースが国分のコンプライアンス違反発表を報道したことを受け、同日は急遽別番組に差し替えた。
19. ↑  2013年3月までは、土曜または日曜のお昼頃に不定期に（内容は、テレビ東京より1ヶ月程度の遅れ）放送していた。同年4月7日から、この時間帯に遅れネットしていた『所さんの目がテン!』が同時ネット（日曜 7:00 - 7:30）に移行したため、正式にレギュラー放送になったが、翌週の4月14日では新たに別番組が編成されたため、事実上の不定期放送となっている。
20. ↑  放送開始から2014年9月までは月曜 10:50 - 11:20に放送されていた。現在は不定期放送。
21. ↑  2022年3月までは金曜 15:15 - 15:45に放送されていた。同年4月から不定期放送に移行。
22. ↑  2010年3月までは、火曜 0:58 - 1:28（月曜深夜）に放送。その後、月・火曜の深夜に連日放送し、以前より放送日の遅れが短縮され、2010年9月から#116〜#120をカットした。未放送分（#116、#117、#119）を同年10月13・20・27日の未明（深夜）に放送。2011年3月までは日曜 11:30 - 12:00、2011年4月10日より同時ネットに移行。その内、未放送になっていた回（#152）を同年4月15日（13:00 - 13:30）に放送。2011年10月2日放送分（#178）の1時間SPは同時ネットせず、10月10日（14:00 - 15:00）に放送。2014年5月25日放送分（#316）の1時間SPは同時ネットせず、9月23日（12:00 - 13:00）に放送。2015年9月まで同時ネットで同年10月から土曜 18:30 - 19:00の遅れネットに移行。2016年4月3日から同時ネット復帰、未放送分の4回を4月3日（#406、#407）・10日（#408、#409）の14:00 - 15:00に放送。2020年4月の#616から3度目の遅れネット(木曜 1:00 - 1:30（水曜深夜）)に移行。2021年4月4日の#664から現在の時間で放送。穴埋め番組を2023年4月30日（#771）の11:30 - 12:00に、同年5月4日（#772）・5日（#773）の13:00 - 13:30に、同年7月9日（#784）の11:30 - 12:00に放送し、遅れを7日までに短縮。2023年10月1日からはテレビ東京と同時刻ネットとなるも遅れネット放送だったが、同年10月29日は放送休止し、同年11月4日（#801、#802）の11:30 - 12:30に放送し、11月5日から3年7ヶ月ぶりに同時ネットに復帰したが、2025年1月14日（1月13日深夜）から再度遅れネットになった。国分の無期限活動休止発表に伴い2025年6月17日（6月16日深夜）打ち切り（最終回マークはなし）。
23. ↑  2013年3月31日までは同時ネットで放送されていたが、同年4月21日から遅れネットに降格した。2020年3月29日までは日曜 12:00 - 12:30に、2020年4月4日から2022年6月25日までは土曜 11:05 - 11:40に、2022年7月4日から9月26日までは月曜 1:10 - 1:40（日曜深夜）に放送された。2022年9月27日からは現在の時間で放送していたが、国分の無期限活動休止発表に伴い2025年6月19日（6月18日深夜）打ち切り（最終回マークはなし）。2025年7月3日（7月2日深夜）以降は『あのちゃんの電電電波♪』の遅れネットを放送する。
24. ↑  2009年3月までは日曜 12:25 - 12:55に放送していた。日曜 11:00 - 11:30に放送していた『ロンブーの怪傑!トリックスター』終了後、同年4月5日より同時ネットに移行。2010年4月から2011年3月までは後続の自社制作番組『至福の時間』にステブレレスで接続するため、同時ネットではあるが、終了が1分早くなっていた。2019年1月放送分より再び遅れネットになり、2021年3月放送分までは金曜 1:00 - 1:30（木曜深夜）、2021年4月6日から4月20日までは火曜 0:05 - 0:35（月曜深夜）、2021年4月27日から2022年9月27日までは火曜 0:00 - 0:30（月曜深夜）、2022年10月から2023年3月までは火曜 0:30 - 1:00（月曜深夜）に放送されていた。国分の無期限活動休止発表に伴い2025年6月14日打ち切り（最終回マークはなし）。
25. ↑  2016年10月より『誰だって波瀾爆笑』の放送時間再拡大に伴い、2016年9月25日で打ち切り。半年後の2017年4月10日より岩手めんこいテレビで放送再開（ただし、2019年3月までは不定期放送）。
26. ↑  『しまじろうのわお!』（テレビせとうち）のネットを打ち切りに伴う改編で月曜 10:55 - 11:25にて放送開始。2024年3月25日に一旦打ち切られるも、2025年4月4日より現在の時間で再開。国分のコンプライアンス違反発表があった2025年6月20日は、放送時間が各局の昼のニュースの直前の時間帯であったため、通常通り放送されたが、同日をもって打ち切り（最終回マークはなし）。2025年6月27日以降は『メシドラ〜兼近&真之介のグルメドライブ〜』の30分バージョンの単発で放送していたが、7月18日からは『ドランク塚地のふらっと立ち食いそば』（BS日テレ制作）を放送する。
27. ↑  2011年9月までは木曜 16:00 - 16:30。同年10月から打ち切りまでは左記の時間で放送。上記の通り、さくらんぼテレビで放送再開。
28. ↑  2013年3月までは日曜 16:55 - 17:25に放送していた。2013年4月から自社制作番組『ぐるぐるスクール』が土曜から日曜の同時間帯に移動したため、水曜 10:55 - 11:25に放送時間を変更したが定着せず、同年8月11日より2024年3月までは日曜 16:25 -16:55に放送していた。2024年4月に現在の放送時間となったが、国分の無期限活動休止発表に伴い2025年6月19日打ち切り（最終回マークはなし）。2025年6月26日以降は木曜『DayDay.』を10:55まで拡大して放送する。
29. ↑  2009年9月までは不定期放送。同年10月よりレギュラー化され、土曜 17:00 - 17:30に放送されていた（ただし、毎月第2土曜は自社番組『ふしぎのトビラ』が放送されるため休止）。2011年4月30日の放送をもって一時休止、同年5月28日から打ち切りまでは左記の時間で放送。上記の通り、ミヤギテレビで放送再開。
30. ↑  2020年3月までは日曜 13:00 - 13:30に放送されていた。同年4月から6月までネットを打ち切っていたが、同年6月30日から同年9月までは火曜 10:50 - 11:20、同年10月から2022年3月までは日曜 13:00 - 13:30。国分の無期限活動休止発表直後である2025年6月21日は放送したが、同日をもって打ち切り（最終回マークはなし）。2025年6月28日以降は『昼めし旅 〜あなたのご飯見せてください!〜』の遅れネットに切り替えた。
31. ↑  以前は不定期放送だった。国分の無期限活動休止発表に伴い2025年6月14日打ち切り（最終回マークはなし）。
32. ↑  2010年9月までは、土曜 10:30 - 11:00に放送されていた。2010年10月5日より同時間帯で『琉神マブヤー2』の放送開始に伴い、枠移動した。
33. ↑  開始当初から2011年10月1日まで、土曜 11:15 - 11:45で放送されていた。同年10月8日から打ち切りまでは左記の時間で放送。下記の通り、テレビ静岡で放送再開。
34. ↑  その後は長崎国際テレビで不定期放送。
35. ↑  開始当初から2013年3月までは火曜 16:50 - 17:21、2013年4月から同年9月までは火曜 14:58 - 15:30、2013年10月から2014年3月までは月曜 15:55 - 16:25に放送していた。2014年4月から打ち切りまでは左記の時間で放送。
36. ↑  2008年5月から2009年3月19日までは木曜 15:00 - 15:30。その後、テレビ信州で放送され、2011年10月6日 - 2012年3月29日までは木曜 15:30 - 16:00に放送され、2度目の打ち切りの後再開され2015年4月19日 - 2019年3月31日までは日曜 13:30 - 14:00で放送されていた。その後、2022年10月からは現在の時間で放送していたが、国分の無期限活動休止発表に伴い2025年6月14日打ち切り（最終回マークはなし）。
37. ↑  2012年12月時点で不定期放送されていた。なお、2012年12月10日には月曜 16:00 - 16:30にて放送された[14]。
38. ↑  2008年10月2日から2009年3月26日までは木曜 15:55 - 16:25、2009年3月31日から同年7月21日までは火曜 16:25 - 16:53、2009年7月28日から同年10月6日までは火曜 16:27 - 16:56、2009年10月13日から2010年3月23日までは火曜 16:00 - 16:28、同年3月30日から2011年4月5日までは火曜 15:56 - 16:24、2011年4月11日から同年12月19日までは月曜 14:59 - 15:25、2012年1月16日より月曜 15:55 - 16:24に放送されていたが、のちに3分繰り下げし放送枠を1分縮小し、ネット打ち切りまで左記の時間で放送。下記の通り、北陸朝日放送で放送再開。
39. ↑  2010年3月28日までは日曜 11:00 - 11:30に、2012年6月30日までは土曜 9:30 - 10:00に放送されていた。『王様のブランチ』第1部のネット開始に伴い、2012年7月8日から2014年3月までは日曜 13:00 - 13:30、同年4月から2017年6月までは日曜 13:00 - 13:30となった。2017年7月から2021年4月4日までは土曜・日曜の午後に2 - 4本程度まとめて放送された。2021年10月から下記の通り、くまもと県民テレビで放送再開。
40. ↑  熊本放送から移行。開始当初から2022年1月31日までは月曜 10:55 - 11:25、2022年1月15日から3月26日までは土曜 11:45 - 12:15、2022年4月2日から打ち切りまでは左記の時間で放送。
41. ↑  国分の無期限活動休止発表に伴い2025年6月15日打ち切り（最終回マークはなし）。2025年6月22日と6月29日は『めっちゃぎふわかるてれび』の再放送を放送し、7月6日以降は『飯尾和樹のずん喫茶』を放送する。

## スタッフ
- 構成 - 山内浩嗣、本松エリ、中野恵介、辻井宏仁、岩田竜二郎（岩田→一時離脱→復帰）
- ナレーション - 服部伴蔵門
- TP - 田熊克二
- TD - 涌田尚孝
- CAM - 横山大輔
- AUD - 石原雄一
- VE - 堺淳(敦)貴
- 照明 - 黒井宏行
- 美術プロデューサー - 内藤佳奈子
- 美術デザイン - 内山真理子
- メイク - 出口亜希子
- スタイリスト - 九
- 衣装協力 - crocs／Cube Co.,Ltd.／Indian／JUN JUN MEN／乱痴気／REDIO／Davit MEURSAULT／RayLine & Co.／7(代官山)／68&brothers／FREAKS STORE／BURNER／02DERIV.／SEMBL／PEdAL.E.D／THREE3 TO2 FIVE5／Contan.co.,ltd.／URBAN RESEARCH／hand in tree showroom／Ray's Store／SiFURY／Ciaopanic／kiit／undecorated MAN／FREDY & GLOSTER／ONASSIS／current generalstore／UES／Y's for living／ALDIES／WILD BLUE ANGEL／NuGgETS／PAZZO／ZANEROBE／CHUMS／SANFORD／SMART CLOTHING STORE／suzuki takayuki／FREE'S SHOP MEN／Ouʇpuʇ／THE BACKDROP／American Eagle Outfitters／carhartt／TACKLE tackle／Bershka／Johnbull／原宿シカゴ／アメリカンアパレル／YEVS／NICHOLAS K／lot hölon／wjk／LACOSTE／KURO／one gravity／Gramicci／A｜X／Burkman Bros／Simply／Good On／SUNLIGHT BELIEVER／JUNKY SPECIAL／rehacer／FRANKLIN&MARSHALL／GASA＊／gasa＊grue／Vlas Blomme／ELNEST CREATIVE ACTIVITY／Amanjakania／スピンズ／ブルックス・ブラザーズ／And A／NATIVE VILLAGE／FAR EAST／Bshop／n°11／edge™／roiāl／SUPERTHANKS／Manual alphabet／Peak Performance／*A VONTADE／IRIE LIFE／ADIRONDACK／WHIZ LIMITED／THE WYLER CLOTHING CO.／BANKS／Ricorzo／VICTIM&CO.／ThereThere(高崎)／SLICK
- 技術協力 - GRAZlE、fmt（旧八峯テレビ）
- 美術協力 - フジアール
- デザイン - 佐藤重雄
- 撮影協力 - TRUCK FURNITURE、Noda Horo (野田琺瑯株式会社)、geo product (株式会社宮崎製作所)、パナソニック、STUDIOピア、MEYER (日本マイヤー株式会社)、TOKYO GAS（Studio+G GINZA）、イタリア商事株式会社、Sea Shore Stained Glass、Coleman、東北牧場
- 編集 - 石田楓
- MA - 石田雅一
- 音効 - 古川直樹（タルス）
- 番組宣伝 - 安藤夏実
- AP - 光長裕紀、橋本佳奈、西脇未樹（西脇→以前はディレクター）
- デスク - 後藤由枝、小椋美沙
- フードコーディネーター - 下条美緒、高橋まりあ
- ディレクター - 五島大徳、古郡武昭、藤本日向子、望月雄矢（五島→一時離脱→復帰）
- 演出 - 掛水伸一、柿田隼（柿田→以前はディレクター）
- プロデューサー - 穂苅雄太、山地孝英
- 制作協力 - G-yama
- 製作著作 - テレビ東京

### 過去のスタッフ
- ナレーション - 赤平大
- 企画協力 - ジャニーズ事務所
- 構成 - 小美野高明、矢嶋佑佐
- TD - 樋地秀雄、竹内弘佳、浜島一雄
- CAM - 照井純一、真野昇太
- AUD - 堀田博之、藤田勝己
- VE - 白波考大、蜷川太一
- 照明 - 安藤雄郎
- メイク - 吉田みわ
- 技術協力 - アンサーズ
- 協力 - タイ国政府観光庁、シンガポール政府観光局
- 海外コーディネーター - 田中島親、片山善夫、芳野郷子
- 編集 - 白田進児、前野勝義、問山慎也、石垣光司、佐藤翔太
- MA - 天谷馬直男、南由佳里、小林大介、滝島麗、釜井敬典
- AP - 鈴木淳司、吉田早霧
- 編成 - 三沢大助、今井豪、多田浩行
- 番組宣伝 - 里見有紀恵、梅山文都、佐々木亮、山本恒元、宮中彩花
- フードコーディネーター - 石井直子、有村沙織
- 調理アシスタント - 色井綾、中山智恵、片幸子
- ディレクター - 福永勇樹、伊達和輝、吉田康生、城下直子、船越美希、武藤利治、田口将伍、坂本晴菜、鈴木崇志、細川真琴、真木健一郎、山口敏、仁木拓実、高橋美由、三沢香恋、浅野耀介、田口大夢
- 演出 - 中野貴文（以前はディレクター、一時離脱→復帰）
- プロデューサー - 松澤潤、清水俊雄、石井成臣、朝比奈諒、松原紀子
- 制作 - music mind、JStorm

## 使用曲
主題歌
- セット・オン・ユー （ジョージ・ハリスン feat. DJ DUB a.k.a. Jim’ll Mixit）

オープニングトーク・エンディングBGM
- ビューティフル・サンデー （ダニエル・ブーン）

## 書籍
- 太一×ケンタロウ 男子ごはんの本（2009年4月20日発売・角川グループパブリッシング・ ISBN 978-4-04-895048-0）
- 太一×ケンタロウ 男子ごはんの本 その2（2010年4月20日発売・角川グループパブリッシング・ ISBN 978-4-04-895086-2）
- 太一×ケンタロウ 男子ごはんの本 その3（2011年4月20日発売・角川グループパブリッシング・ ISBN 978-4-04-895424-2）
- 太一×ケンタロウ 男子ごはんの本 その4（2012年4月20日発売・角川グループパブリッシング・ ISBN 978-4-04-895449-5）
- 男子ごはんの本 その5（2013年4月20日発売・角川グループパブリッシング・ ISBN 978-4-04-895486-0）
- 男子ごはんの本 その6（2014年4月20日発売・株式会社KADOKAWA・ ISBN 978-4-04-895493-8）
- 男子ごはんの本 その7（2015年4月20日発売・株式会社KADOKAWA・ ISBN 978-4-04-895500-3）
- 男子ごはんの本 その8（2016年4月20日発売・株式会社KADOKAWA・ ISBN 978-4-04-895502-7）
- 男子ごはんの本 その9（2017年4月20日発売・株式会社KADOKAWA・ ISBN 978-4-04-895503-4）
- 男子ごはんの本 その10（2018年4月20日発売・株式会社KADOKAWA・ ISBN 978-4-04-895504-1）
- 男子ごはんの本 その11（2019年4月20日発売・株式会社KADOKAWA・ ISBN 978-4-04-895505-8）